# Marseille de l'an mil au rattachement à la France
Marseille, de l'an mille au Moyen Âge tardif, voit l'émergence politique et économique de sa bourgeoisie marchande après cent ans d'un système vicomtal. Sachant profiter des situations diverses, des Croisades aux faiblesses politiques des princes d'Anjou, elle parvient à connaitre des périodes d'essor, néanmoins nuancées par les troubles politiques et l'incapacité de la ville à véritablement rivaliser avec les Républiques italiennes en Méditerranée.   
La période ici étudiée s'étend de l'apparition du premier Vicomte de Marseille, Guilhem de Marseille, en 977, jusqu'à l'union de la Provence au royaume de France en 1487. 
De l'an mil à la fin du XIIe siècle, Marseille est divisée entre trois pouvoirs, desquels domine celui des Vicomtes. Après la prise du pouvoir par la bourgeoisie commerçante et une affirmation de sa puissance politique au début du XIIIe siècle, Marseille passe sous le joug des souverains de Provence à partir de l'imposition par Charles d'Anjou des Chapitres de Paix en 1257. Au XIVe siècle, la commune parvient à retrouver une partie de son autonomie politique en s'assurant la protection de la maison d'Anjou, à qui elle jure fidélité lors de la guerre de l'Union d'Aix en 1385. Le sac de Marseille par les Catalans en 1423 et la destruction la ville ont occasionné un profond déclin à la fin du Moyen Âge. Marseille est finalement rattachée à la France par Louis XI en 1482, lors de l'union du Comté de Provence au royaume de France.

## Le règne des trois pouvoirs (fin duXe-XIIe)
Après un long déclin à partir de la fin du VIIe siècle, la première moitié du Xe siècle marque le début d'une ère de reconstruction de la Provence et de retour de Marseille dans son rôle prépondérant.

### Le partage de la ville
Depuis le IXe siècle, la Provence est gouvernée par un comte, assisté dans chacune de ses cités par un vicarius ou vicedominus (viguier). Marseille a donc, comme les autres villes du comté, son propre vicedominus Massiliensis (« viguier de Marseille »).
À la fin du Xe siècle, les premiers vicomtes font leur apparition à Marseille. Guilhem de Marseille, fils d'Arlulfe, est le premier à porter ce titre dès 977,. Mais avant 972-977, la famille vicomtale contrôle déjà l'espiscopatus (« épiscopat »), ce qui implique le contrôle de l'abbatia (« abbaye ») Saint-Victor. Ils ont aussi la main, par leur titre vicomtal, sur tous les biens de la cité et ses abords : fortifications, justice, salines, droits sur le port, etc. Cette richesse explique en partie le rang prééminent qu'ils occupent dans la noblesse provençal. C'est donc une même dynastie familiale qui détient l'episcopatus (le pouvoir religieux) et le comitatus (le pouvoir civil) à ce moment, situation qui perdura jusqu'à la fin du XIIe siècle.

#### La domination des Vicomtes

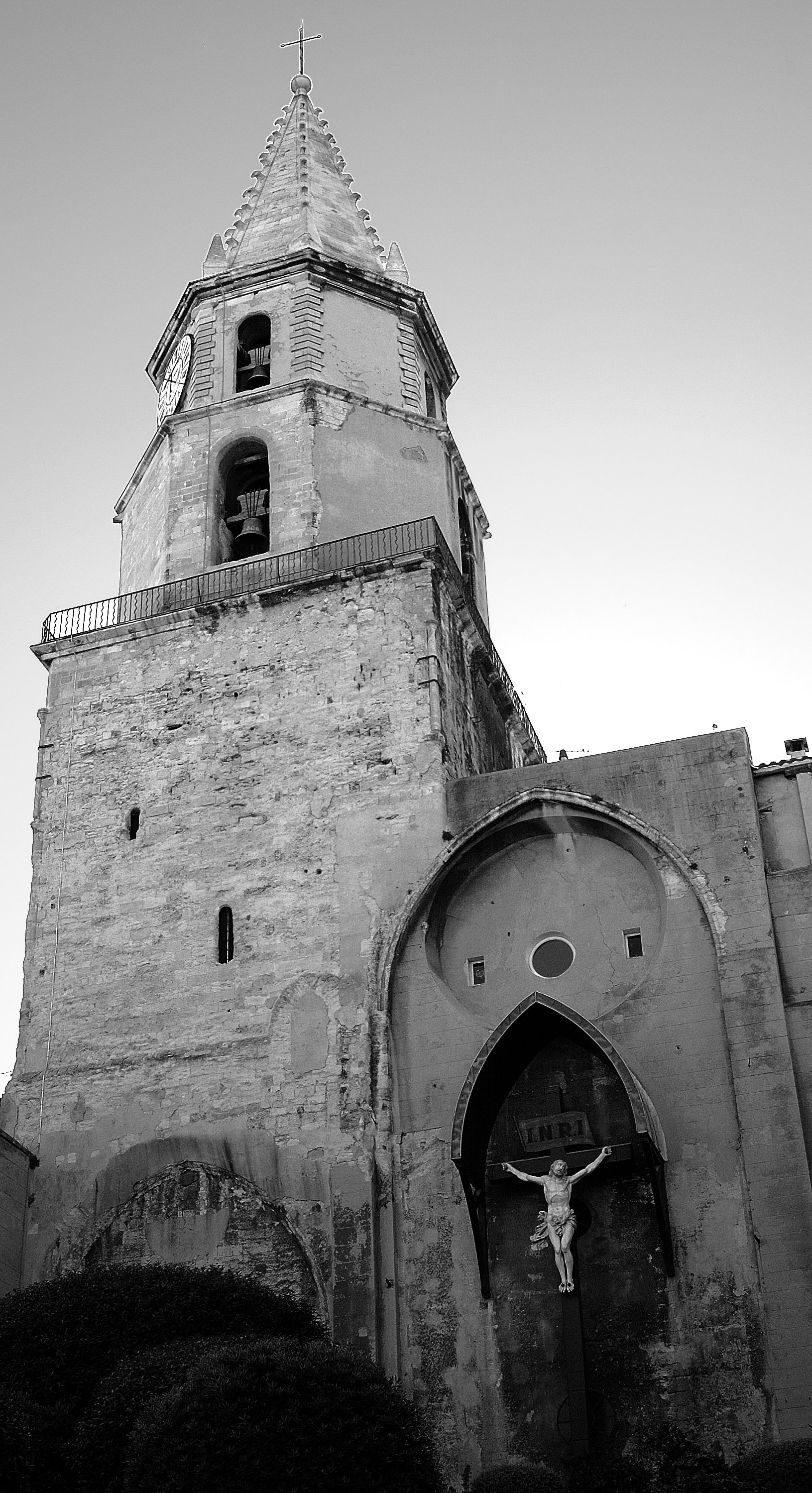
L’Église_Notre-Dame-des-Accoules devient la cathédrale de la ville basse, dite vicomtale.

À partir des années 1040, les vicomtes recréent un modèle comtal à leur échelle, avec une véritable lignée attachée à la cité. On les appelle désormais les vicecomes Massilie (« Vicomtes de Marseille »). Jouant un rôle dans la restauration de l'abbaye Saint-Victor, il exerce pendant près d'un siècle une domination sur l'épiscopat à travers un réseau familial. En 1060 par exemple, l'évêque Pons II, avec son frère, le Vicomte Geoffroy, font à l’abbaye Saint-Victor le don du monastère féminin de Sainte-Marie-des-Accoules. Mais il n'y a pas pour autant de « Vicomté de Marseille » au sens propre, seulement des maîtres d'une seigneurie et de droits vicomtaux.
Parallèlement, les pouvoirs du vicecomitatus (« vicomté ») et de l'espiscopatus s'engagent dans un conflit qui dure plus d'un siècle et débouche sur la division de la ville, en 1069, partagée entre les deux pouvoirs distincts dans le cadre de la réforme grégorienne. La « ville basse », dite vicomtale, passe sous la dépendance des vicomtes de Marseille, tandis que la « ville haute », est quant à elle sous le pouvoir épiscopale, celui de l'évêque de Marseille. Cette réforme met un terme à la domination de la famille vicomtale en lui ôtant le contrôle sur l'abbaye et l'épiscopat.

#### L'Évêque, une puissance dominée

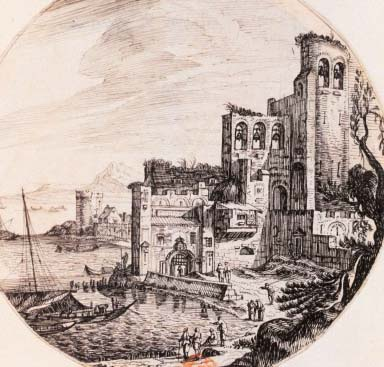
La Vieille Major, construite au XIIe siècle.

Le pouvoir épiscopal s'affirme à partir des années 1150, et l'évêque dispose alors d'une pleine seigneurie confirmée par l’empereur Frédéric Ier en 1164. La forteresse de Roquebarde et le serment imposé au vicomte rappellent le pouvoir de l'épiscopat à ce moment. Mais cet apogée ne dure pas longtemps. Concurrencé par son propre Chapitre, l'Évêque s'efface devant les Vicomtes comme il s'effacera devant le pouvoir angevin lors de la prise de la ville par Charles Ier d'Anjou au XIIIe siècle.
Les XIe et XIIe siècles sont surtout marqués par la lutte incessante entre episcopatus et vicecomitatus, notamment sur l’exercice des droits publics. Les vicomtes semblent prendre l'ascendant dans ce conflit. En 1162 leur soutien de longue date au pouvoir du Chapitre face à l'évêque conduit à la division de la ville épiscopale en deux parties. Un pouvoir prévôtal (ou canonial), formé des chanoines du Chapitre, siège désormais dans la cathédrale et occupent le littoral de la ville haute, l'Évêque gardant le reste du pouvoir ecclésiastique et de la ville haute.
Les vicomtes conservent par ailleurs le contrôle de beaucoup de domaines de l'Église cathédrale, ce qui représente à la fin du XIIe siècle la moitié des castra de la seigneurie épiscopale et prévôtal. En contrepartie, les vicomtes doivent peu à peu « reconnaitre les droits éminents de l'Évêque et du Chapitre et un lien féodo-vassalique se noue, une hiérarchie relative s'instaure, qui joue en défaveur des Évêques. »

#### L'abbaye Saint-Victor, le troisième pouvoir

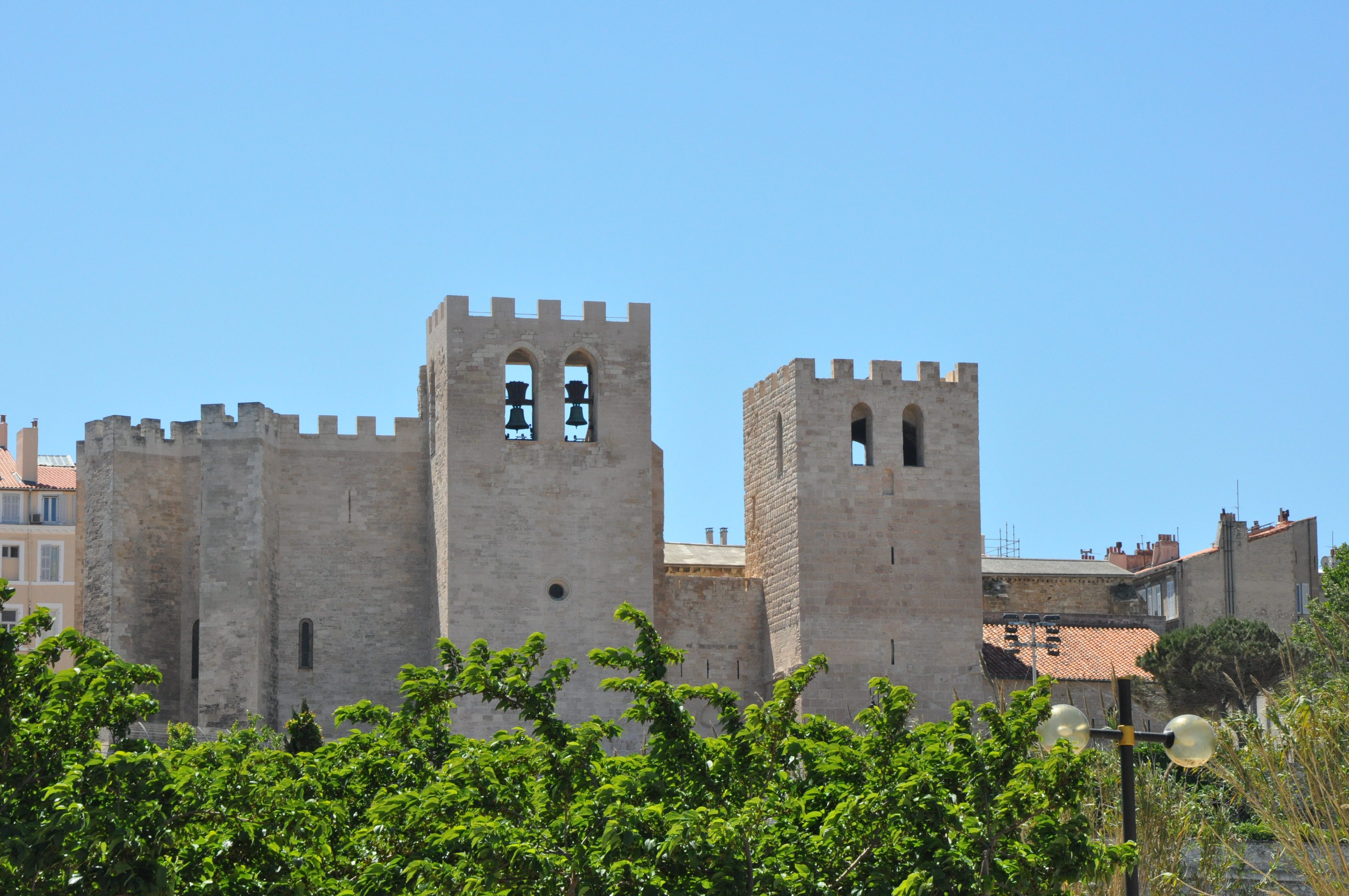
Abbaye Saint-Victor

Si l'abbaye est refondée par l'évêque Honorat en 977, il faut attendre l'abbatiat de Guifred (1005-1020) et Isarn (1020-1047) pour que Saint-Victor connaisse un premier essor. Les Vicomtes offrent alors de nombreuses donations et Victor de Marseille devient le saint patron de la dynastie vicomtale. 
Lors de la partition de la ville en 1069, l'abbaye Saint-Victor bénéficie d'un avantage exceptionnel en relevant directement du Saint-Siège et non de l’évêque grâce à une bulle du pape Léon IX. Cet avantage donné au pouvoir abbatial est confirmé par les papes suivants. La réalisation du grand Cartulaire de Saint-Victor vers 1070-1080 marque l'aboutissement du processus par lequel l'abbaye rompt tous ses liens formels avec l'évêque de Marseille et la famille vicomtale, et s'érige en seigneurie monastique directement soumise au pape. 
Mais le fort rayonnement de l'abbaye est surtout dû aux liens qui unissent les abbés de Saint-Victor aux vicomtes de Marseille et à la noblesse provençale, ce qui favorise l'accroissement de son pouvoir temporel et de son patrimoine foncier. Le frère de l'évêque Honorat est d'ailleurs le premier vicomte Guilhem de Marseille. 
Au XIe siècle à Marseille, toute la rive sud du Vieux-Port appartient désormais aux moines, en particulier la zone sud-est jusqu'à l'actuelle Rue Beauvau, où se trouvent de riches salines. Les abbés de Saint-Victor deviennent au XIe siècle les hommes les plus puissants de la région. En 1073, Raymond, un moine de l'abbaye, devient même évêque de Marseille. L'abbaye acquiert un grand rayonnement dont témoigne le grand nombre de prieurés qui y sont rattachés. 
À partir du milieu du XIIe siècle, le pouvoir de l'abbaye décline. Des difficultés apparaissent lorsque la Provence devient un enjeu entre les comtes de Toulouse et les Rois d'Aragon. Les revenus des prieurés et des églises rentrent peu ou mal. L'abbaye doit recourir à des emprunts et se trouve dans le dernier quart du XIIe siècle écrasée de dettes.

### Reconquête de l'espace urbain

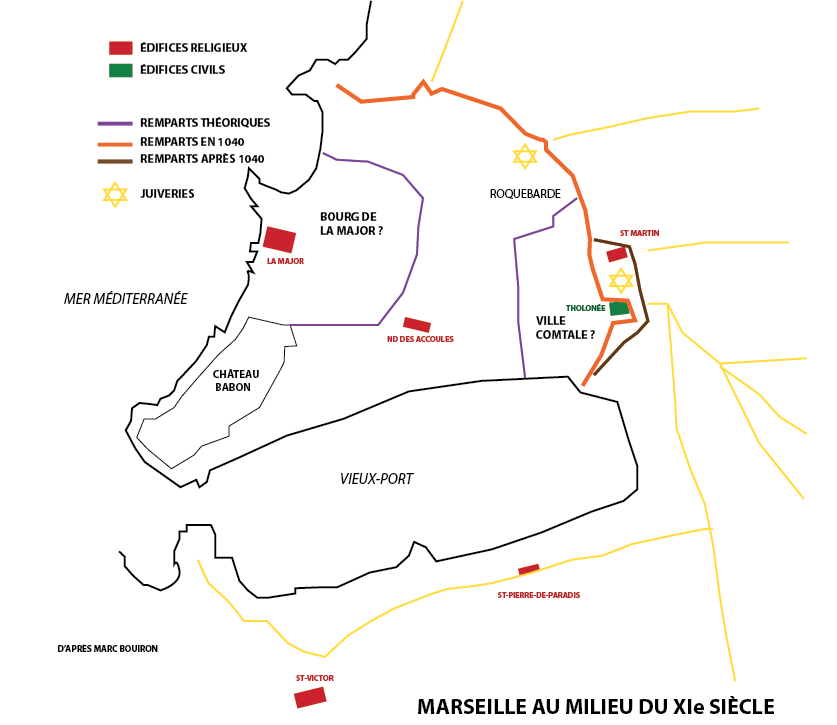
Marseille au milieu du XIe siècle d'après Marc Bouiron.

Pendant le premier millénaire, Marseille n'était composée que du Château Babon et du bourg. À partir de l'an mil, la croissance démographique et rurale, ainsi que le lent essor du commerce, provoquent la renaissance de la ville et son extension. Une première extension des enceinte est opérée en 1040, mais Marc Bouiron pense que ce nouveau rempart est plus destiné à protéger la ville comtale et le Tholonée qu'à répondre à un accroissement démographique. En effet, l'explosion de la population arrivera plus tard au début du XIIe siècle.
Entre l'an mil et la fin du XIIe siècle, la ville opère une reconquête de l'espace dans le cadre du renouveau monastique qui traverse l'Occident. Le monastère de Sainte-Marie des Accoules est recréé en 1030 et on assiste, comme partout en Occident, à une progression démographique dont témoignent l'apparition des premières paroisses
À la partition de la ville en 1069, Marseille se trouve divisée entre la ville haute, épiscopale, et la ville basse, vicomtale. Après son départ de la cathédrale, l'Évêque de Marseille a édifié son pouvoir dans un nouveau Palais épiscopal sur la butte des Carmes. La ville haute, alors habitée par quelques pêcheurs, est surnommée Villa turrium car flanquée de tours. La partie littorale de la ville haute est occupée par le pouvoir prévôtal, qui siège dans la cathédrale.
La ville basse est la plus peuplée et le centre névralgique de la ville. Les Vicomtes vivent d'abord dans le palais du Tholonée, un lieu de péage qui leur assure une source de revenu. La cour de justice y est logée et il est souvent le lieu de la signature des actes officiels. Avec les agrandissements successifs du milieu du XIe siècle et surtout de la fin du XIIe, il perd sans doute sa fonction première et, à la mort de Roncelin en 1215, il sera brûlé par les Marseillais. La seconde résidence des Vicomtes est le Castrum Babonis (Château Babon) qu'ils occupent une trentaine d'années.
Le partage de la ville sépare également en deux la juiverie de Marseille, entre une « juiverie basse » où vivent les Juifs les plus aisés, et une « juiverie haute », qui s'étend autour du Palais épiscopal et qui accueille les plus pauvres.

### Une lente reprise du commerce
L'invasion sarrasine avait interrompu les échanges avec l'Italie, l'Espagne et même l'Orient, et il faut attendre la fin du Xe siècle et le début du XIe pour constater à Marseille un renouveau de la prospérité économique. La navigation redevient possible et les routes intérieures sont de nouveau sûres.

### Résumé
- 977 : Guillaume devient le premier vicomte de Marseille. Son frère Honorat refonde l'abbaye Saint-Victor
- 1030 : le monastère de Sainte-Marie des Accoules est refondé
- 1069 : division de Marseille entre la ville de l'Évêque et la ville des Vicomtes
- 1073 : Raymond, un moine de l'abbaye Saint-Victor, devient évêque de Marseille
- 1162 : séparation de la ville haute entre l'Évêque et les prévôts.
- 1189 : troisième croisade

## Essor commercial et spirituel (fin duXIIe- début duXIIIesiècle)
À partir de la fin du XIIe siècle, l'essor de la vie économique entraîne l’accroissement de la population marseillaise, qui atteint au début du XIIIe siècle son apogée médiévale. 
Cette période marque la montée des revendications politique de la bourgeoisie marchande marseillaise, qui défie les trois anciens pouvoirs et déclare de manière éphémère la République de Marseille indépendante. Cette dernière est vite dissoute par le retour du pouvoir comtal, les seigneurs de Provence s'engageant à la fin du XIIIe siècle dans la reconquête des cités provençales.

### Une ville florissante intégrée dans le bassin méditerranéen
Marseille avait tenté très tôt d’obtenir sa part du partage de l’Orient par les Croisés. En 1103, après la Première Croisade, Raymond de Saint-Gilles accorde à l’abbaye de Saint-Victor la moitié du port syrien de Byblos qui reste à conquérir, mais qui ira finalement aux Génois. Les multiples expéditions chrétiennes en Terre Sainte et l'installation d'ordres militaires et religieux en son sein à partir de la fin du XIIe siècle lui permettent de tisser des réseaux de commerce florissants au siècle suivant.

#### Le port des Croisades

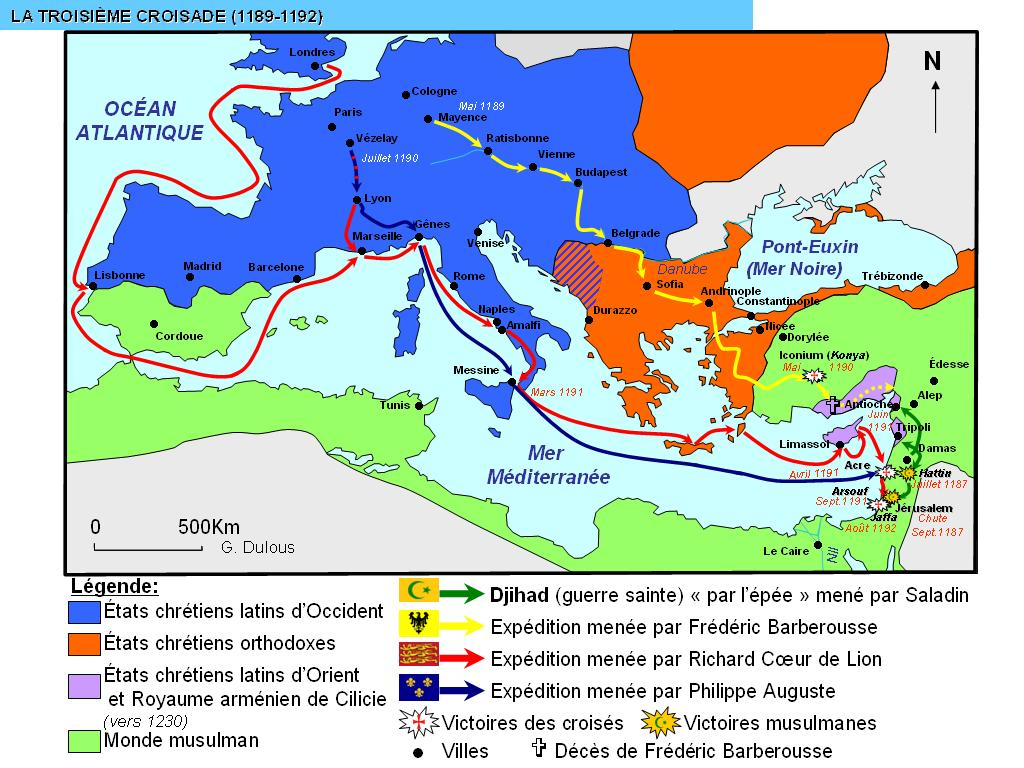
Lors de la Troisième Croisade, Marseille devient le premier port d'embarquement des Croisés vers la Terre Sainte.

À partir de la Troisième Croisade (1189-1192), Marseille succède à Saint-Gilles comme principal port d’embarquement des croisés pour la Terre Sainte. On peut alors trouver un comptoir des Marseillais à Tyr et à Jérusalem. C'est également la base principale de grands ordres militaires : les Hospitaliers, qui y ont installé une partie de leur flotte, et les Templiers, dont le maître de passage vit à Marseille. Cette présence leur permet d'assurer les liaisons maritimes avec leurs établissements dans les États latins d’Orient. Marseille devient également le centre névralgique de l’ordre des Trinitaires, mouvement spécialisé dans le rachat des captifs détenus par les pirates sarrasins.
Les croisades donne une grande impulsion au commerce médiéval de Marseille. La ville profite beaucoup des avantages et des retombées économiques de la guerre sainte. En 1190 par exemple, le roi de Jérusalem, Guy de Lusignan, donne à la ville le droit de commercer librement. Pratique courante à l'époque, on lui offre également une rue dans chaque ville de Terre sainte et, en 1230, des boutiques, des maisons, et des terres dans l'île de Majorque que les Marseillais ont aidé à conquérir. Au XIIIe siècle, les Croisés continue à se servir du port de Marseille et y louent de nombreux bateaux.

#### Âge d'or du commerce auXIIIesiècle

Saint-Jean-d'Acre, conquise par les Croisés en 1191, est la capitale du royaume de Jérusalem et le premier port de la Terre Sainte.

Au XIIIe siècle, les échanges maritimes de Marseille connaissent un vif essor, notamment grâce aux échanges avec Acre, en Terre Sainte, et avec l'Afrique du Nord, principalement avec les ports de Bougie et Ceuta.
Au sud, Marseille a pendant tout le XIIIe siècle des relations privilégiées avec Ceuta, principal port marocain. Dans les capitales des États hafsides, Tunis et Bougie, les Marseillais possèdent des établissements permanents, un fondouk, une église et un consul. Ils utilisent les services des juifs de Bougie, eux-mêmes d’origine provençale ou catalane, qui écoulent leurs produits. En Orient, les Marseillais entretiennent des relations avec Acre surtout, grâce à leur rôle au cours des croisades, mais aussi avec Alexandrie, qu'ils fréquenteront beaucoup à la fin du siècle suivant. Dans le bassin méditerranéen central cependant, les Marseillais ont plus de mal à se faire une place. Les Génois ayant obtenu dès 1156 qu'ils soient écartés des ports siciliens, ils ne peuvent plus accoster dans les ports de Messine et Syracuse, relais commerciaux indispensables en mer Ionienne.

Marseille est l'une d'une plus importantes places de transit des draps provenant du royaume de France. Son port expédie également le safran, le corail, les fruits secs; et importe surtout les épices : poivre, cannelle, réglisse, gingembre, camphre, etc. Si la ville est un grand centre d'import-export, son secteur artisanal est moins développé, le seul véritablement important étant celui de la réparation navale. La plupart du chiffre d'affaires de la ville est alimenté par les contrats négociés avec Saint-Jean-d'Acre, les foires de Champagne en France et le bassin occidental méditerranéen.

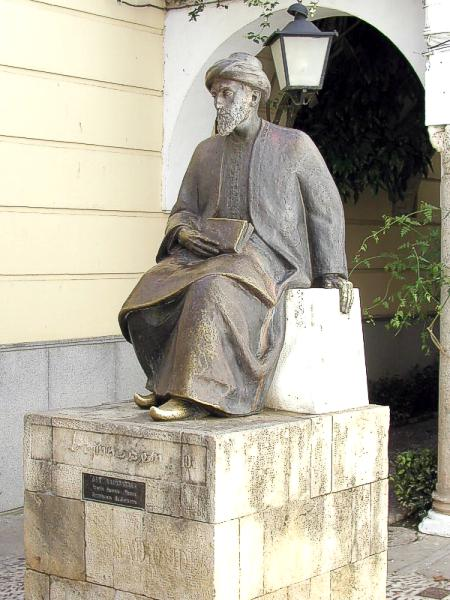
Les Geonim marseillais des XIIe siècle et XIIIe siècle traduisent et débattent des œuvres de Moïse Maïmonide. Ils contribuent à la diffusion des savoirs antiques et de la philosophie juive en Europe.

### Un essor spirituel judéo-chrétien

#### Une ville de sages juifs
Dès le début du XIIe siècle, Marseille compte des savants rabbiniques influents et devient jusqu'au siècle suivant l'un des lieux phares du judaïsme provençal durant la Période des Rishonim. De nombreux érudits Juifs s'y installent, comme dans d'autres villes de Provence et du Languedoc, et jouent un rôle important dans la transmission des savoirs antiques et les débats philosophiques et religieux, notamment grâce à leur maîtrise de la langue arabe, compétence alors peu répandue en France.
Benjamin de Tudèle, qui visite le Midi de la France vers 1165, décrit Marseille comme la ville des geonim (les « éminences ») et des savants, et admire son école talmudique. Au même moment, Isaac Ben Abba Mari (v. 1122-v. 1193) écrit Ittur Soferim, un code de loi civile et religieuse qui connait à l'époque un grand succès. Des membres des Tibbonides comme Juda (1120-1190) ou Samuel ibn Tibbon (1150-1230) s'établissent à la fin de leur vie à Marseille et y finissent leurs jours. En 1194, c'est d'ailleurs aux savants de Marseille que Moïse Maïmonide envoie ses lettres sur l'astrologie
La centralité intellectuelle juive de Marseille perdure au XIIIe siècle. Samuel de Marseille (1294-?) y traduit des ouvrages scientifiques arabes en Hébreu, dont les commentaires d'Averroès sur La République de Platon et l'Éthique à Nicomaque. L'original du commentaire sur La République ayant été perdu, c'est avec la traduction de Samuel que l'on a pu élaborer la version latine padouane.

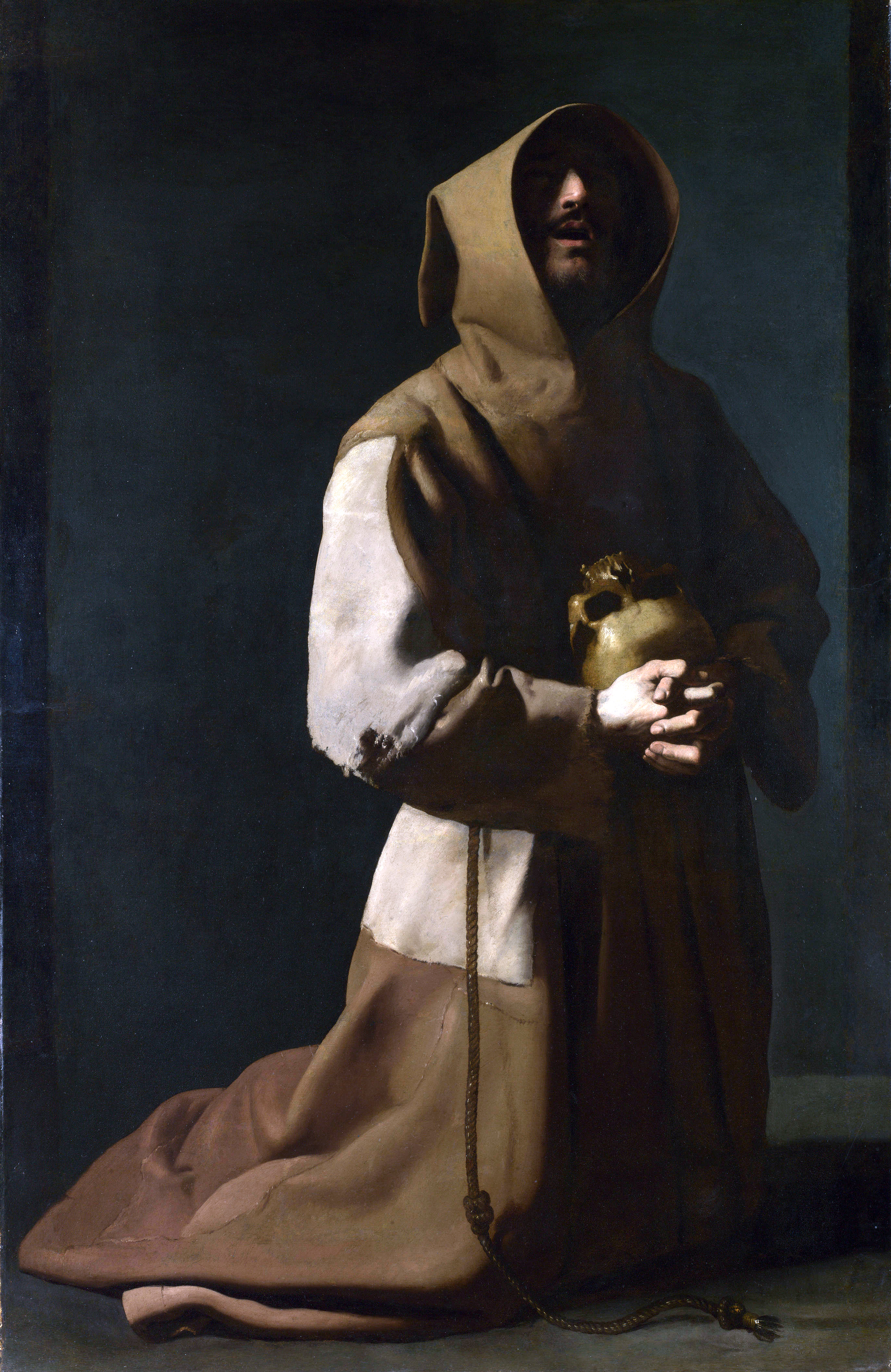
Les Franciscains jouent un rôle important dans l'essor spirituel chrétien de Marseille au XIIIe siècle.

#### L'essor des ordres chrétiens
Dépourvue d'Université au Moyen Âge, « Marseille n'a jamais été un haut lieu de spiritualité, ni un foyer de la culture médiévale [chrétienne], à la différence de Montpellier ou de Toulouse. » Au XIIIe siècle pourtant, l'histoire religieuse de Marseille connaît un essor spectaculaire. Les ordres militaires, comme les Hospitaliers et les Templiers, ont sans doute joué le rôle de relais de pèlerinage et expliquent l'éclosion des hôpitaux dans la première moitié du XIIIe siècle. Déjà, à la fin du XIIe siècle, divers fondations hospitalières avait vu le jour à Marseille, soutenues par le vent de réforme apostolique, les premières croisades et le développement urbain. Nombre d'entre eux, comme l'hôpital Saint-Esprit, le plus important et première création laïque, portent assistance aux démunis et aux voyageurs.
En l'espace d'une vingtaine d'années, on y voit s’établir de nombreuses fondations religieuses, en particulier les ordres mendiants : les Trinitaires (1203), les Prémontrés (1204), les Carmes (1207), ou encore les Franciscains (après 1224), ces derniers étant les plus influents.
Deux figures émergent de cette période : Hugues de Digne, un des leaders de la tendance spirituelle au sein de l’ordre des frères mineurs, et sa sœur Douceline de Digne, fondatrice des Béguines. Le couvent des Cordeliers gagne du prestige quand, en 1319, la sépulture de Saint Louis de Toulouse y est inhumée. Il devient alors « le principal sanctuaire de la religion royale angevine en Provence, mais aussi l’un des hauts lieux de la religion civique de la communauté urbaine, concurrençant la vieille et prestigieuse abbaye Saint-Victor. »

### Expansion de la ville

Marseille au début du XIIIe siècle. Notez la multiplication des lieux de culte et des hôpitaux.

Grâce à l'essor économique, la population marseille, en hausse depuis l'an mil, atteint le pic de 20 000 à 30 000 âmes au début du XIIIe. La ville avait déjà entamé une expansion de sa surface avec la construction d'une nouvelle enceinte en 1190, la première extension depuis l'Antiquité. 
La partie centrale de la ville devient le nouveau cœur de la cité. En 1223-1224, on édifie le premier Palais communal face à l'église des Accoules, qui sert de siège à la commune avant de passer au comte de Provence à partir de 1262,.
Après 1257, on assiste à l'émergence des faubourgs urbains, où viennent s'installer les ordres mendiants, comme le bourg Sainte-Catherine où se trouvent les Frères Prêcheurs, ou le bourg de Morier qui accueille les Béguines.

### Entre indépendance et soumission

#### La République de Marseille (début duXIIIesiècle)
À partir de la fin du XIIe siècle, le pouvoir communal, composé de la bourgeoisie marchande, revendique un poids politique et s'immiscent peu à peu dans les jeux de pouvoir anciennement réservés à l'abbé, à l'évêque et au vicomte.
Les Marseillais obtiennent le droit d'élire des consuls dès 1178, mais le pouvoir reste aux mains des vicomtes. En 1212, la naissance de la confrérie de Saint-Esprit témoigne d'une réelle volonté d'autonomie et marque le début du conflit entre la bourgeoisie et les puissances épiscopales et vicomtales. De 1212 à 1220, un système de recteurs administre la confrérie. 
Il faut attendre 1219 pour qu'une assemblée des édiles, l’Universitas (« Université »), fasse son apparition. La commune s'affirme véritablement à partir de l'année suivante, lorsqu'elle adopte l'institution du podestat en s'inspirant du modèle italien. Dès 1225, un palais communal est même construit en face de l'église des Accoules. Le nouveau gouvernement est vite remplacé en 1229 par un vicarius (« viguier »), officier représentant le comte de Provence, et des consuls, sous la pression du comte Raymond-Bérenger V,.
Mais profitant de la disparition de la dynastie vicomtale, avec le départ du dernier vicomte Roncelin en 1211, l'Universitas a accru sa puissance jusqu’à réunir entre ses mains la plupart des anciens droits vicomtaux. Elle affirme son pouvoir face aux comtes de Provence, jusqu'à jouir d’une complète indépendance et devenir une véritable République maritime, dotée d'une bannière et d'un sceau. En 1247, elle prête serment envers une ligue formée avec Arles et Avignon pour garantir l'autonomie des villes contre le comte de Provence. Mais l'indépendance de Marseille ne dure de facto que de 1247 à 1257, date à laquelle le nouveau comte de Provence, Charles d'Anjou, impose des nouveaux Statuts à la ville.

#### Du pouvoir vicomtal à la puissance comtal

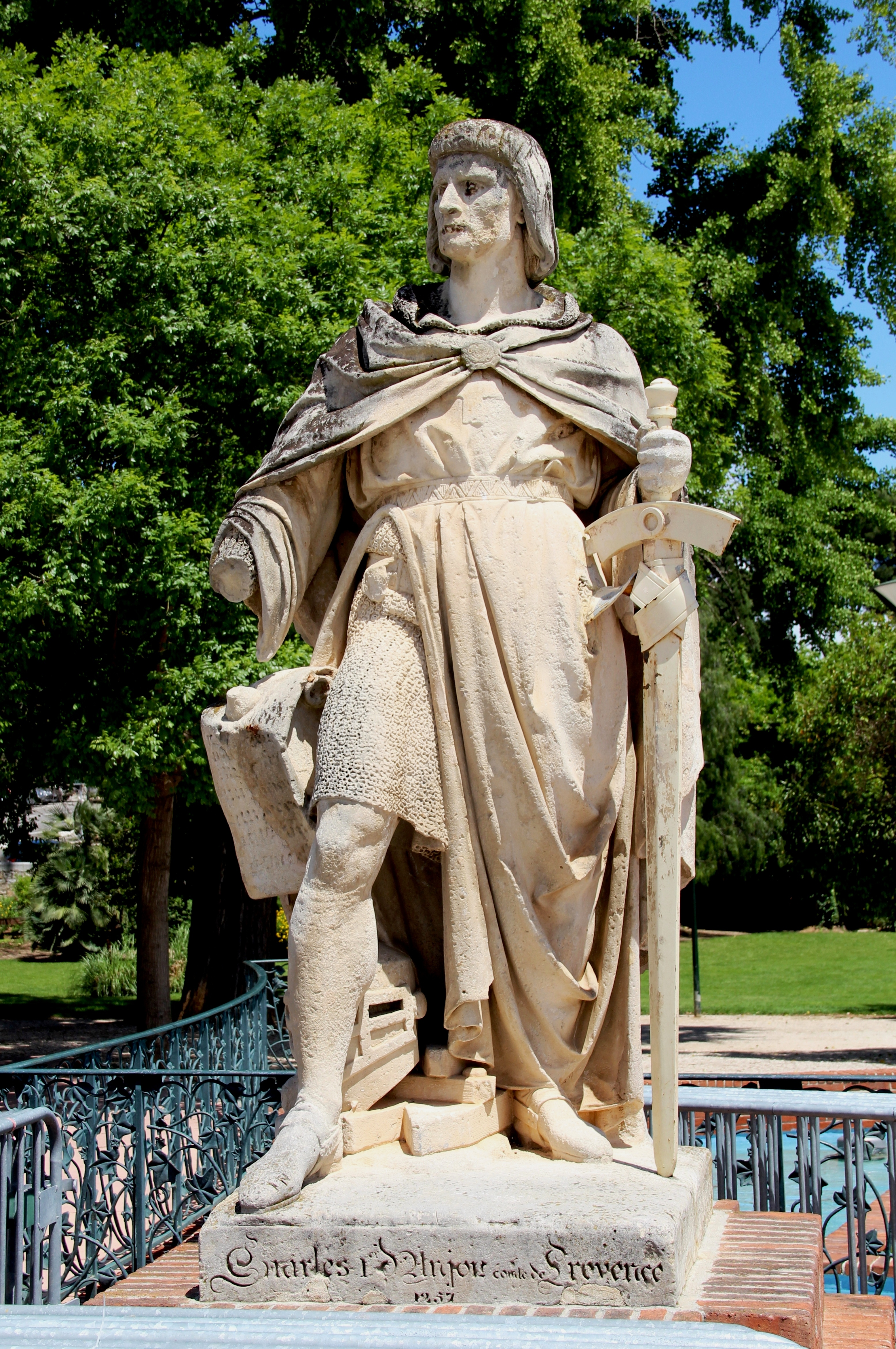
Charles Ier d'Anjou impose les Chapitres de Paix en 1257.

Charles d'Anjou, frère de Louis IX, dit Saint Louis, est devenu par son mariage avec Béatrix, fille et héritière de Raymond Berenger III, Comte de Provence en 1246. En août 1251, il assiège Marseille, obtient la soumission de la ville qui capitule en 1252. Des mouvements de révolte conduisent ensuite le comte à imposer, en 1257, les Chapitres de Paix à la ville, un traité qui restreint l'autonomie de Marseille. Les habitants conservent le droit de s'assembler, d'avoir des armes, d'élire certains officiers et de n'être taxés que de leur consentement. Néanmoins, Charles d'Anjou est institué « Seigneur de la ville » et instaure une domination sur la ville. C'est lui qui nomme directement le viguier, désormais seul chef de la ville, même s'il est entouré par un conseils dont les membres sont choisis parmi les notables. L'Évêque, déjà affaibli, doit concéder au prince un échange de ses droits sur la ville haute contre des droits répartis entre plusieurs castra environnants. 
Thierry Pécout définit la période qui suit les Chapitres de Paix comme celle d'une « domination consentie ». La commune marseillaise semble « entièrement subordonnée à l’autorité du viguier royal. » Si l'Universitas n'a pas disparu, c'est désormais le viguier qui désigne les trois syndics chargés gouverner la cité. Mais les rapports de force peuvent évoluer entre la ville et les princes d'Anjou. Le 5 décembre 1288, Charles d'Anjou prête serment et s'engage à respecter les libertés et privilèges de la ville. Pécout note que cette cérémonie, prévue par les Chapitres depuis 1257, « prend un relief particulier en raison de la position de faiblesse de Charles qui venait de perdre la maîtrise de la Sicile au profit des Aragonais » à la suite du soulèvement du peuple italien contre lui lors des Vêpres siciliennes.

### Résumé

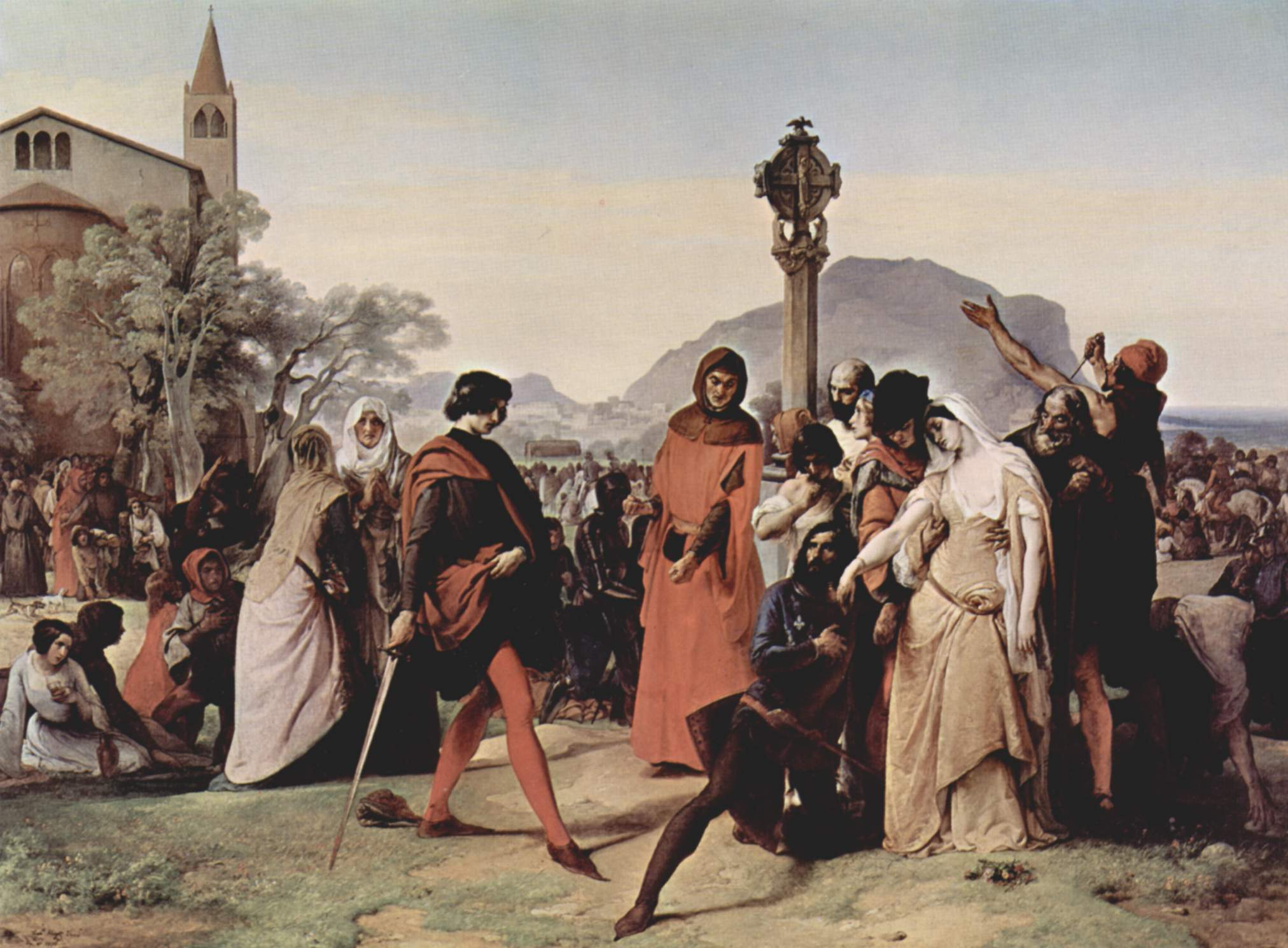
Les Vêpres siciliennes (1846), par Francesco Hayez.

- Les Vêpres siciliennes (1846), par Francesco Hayez.1189-1192 : Troisième croisade. Les Hospitaliers s'établissent dans la ville
- 1194 : Moïse Maïmonide envoie ses lettres sur l'astrologie aux savants juifs de Marseille
- 1190 : Marseille obtient le droit de commercer librement, ainsi que des terres en Palestine. Élargissement des enceintes.
- 1211 : Départ du dernier vicomte Roncelin
- 1212 : Naissance de la confrérie de Saint-Esprit
- 1220-1229 : Podestat à Marseille
- 1223 : Construction du Palais communal
- 1224 : Les Franciscains arrivent à Marseille
- 1229 : le comte Raymond Berenger III rétablit le viguier et installe des consuls
- 1247 : Marseille, indépendante, devient une République
- 1252 : Marseille capitule devant le comte Charles d'Anjou

Marseille au début du XVe siècle.

- 1257 : Imposition des Chapitres de Paix

## Troubles géopolitiques et retour de la commune ( fin duXIIIe- début duXVe)

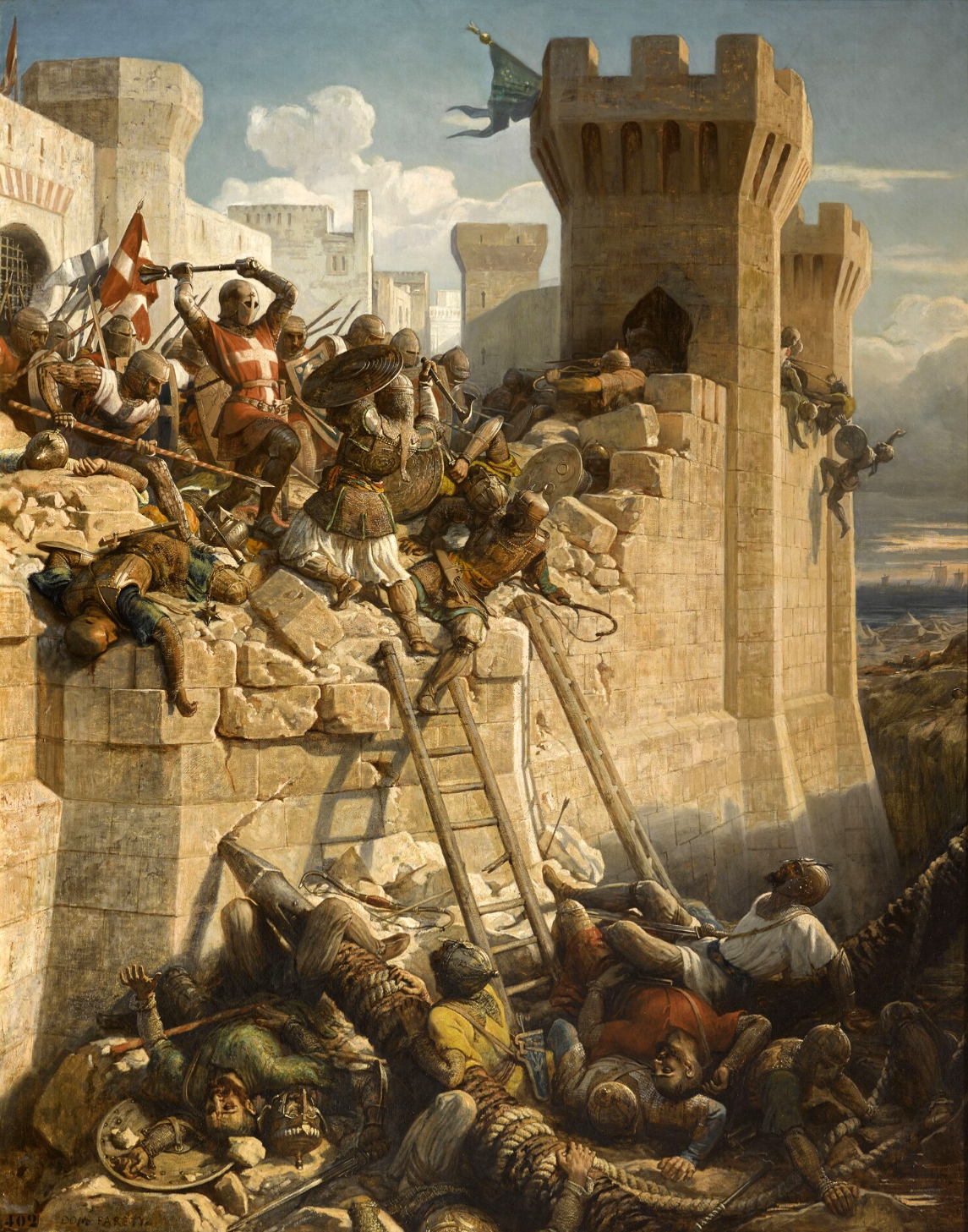
Chute de Saint-Jean-d'Acre en 1291.

Les Vêpres siciliennes, en 1281, ont mis un terme au rêve de construction d’un grand royaume méditerranéen pour Charles d'Anjou. Dans cette guerre, Marseille perd beaucoup. Sa flotte est détruite à plusieurs reprises par les Catalans dans les batailles navales, toutes perdues, à Nicotera, à Malte, à Naples ou aux îles Formigues. La chute de Saint-Jean d'Acre, dix années plus tard, entraînent une décadence relative du commerce marseillais. Parallèlement, Marseille parvient à recouvrer une partie de son pouvoir politique en profitant des déstabilisations politiques qui secouent la maison d'Anjou. Au cours de ce siècle, elle quitte le statut de ville rebelle qu'elle a autrefois endossé pour suivre le comte de Provence jusque dans les guerres les plus difficiles.

### Décadence relative du commerce

#### Un commerce déstabilisé mais qui trouve des débouchés

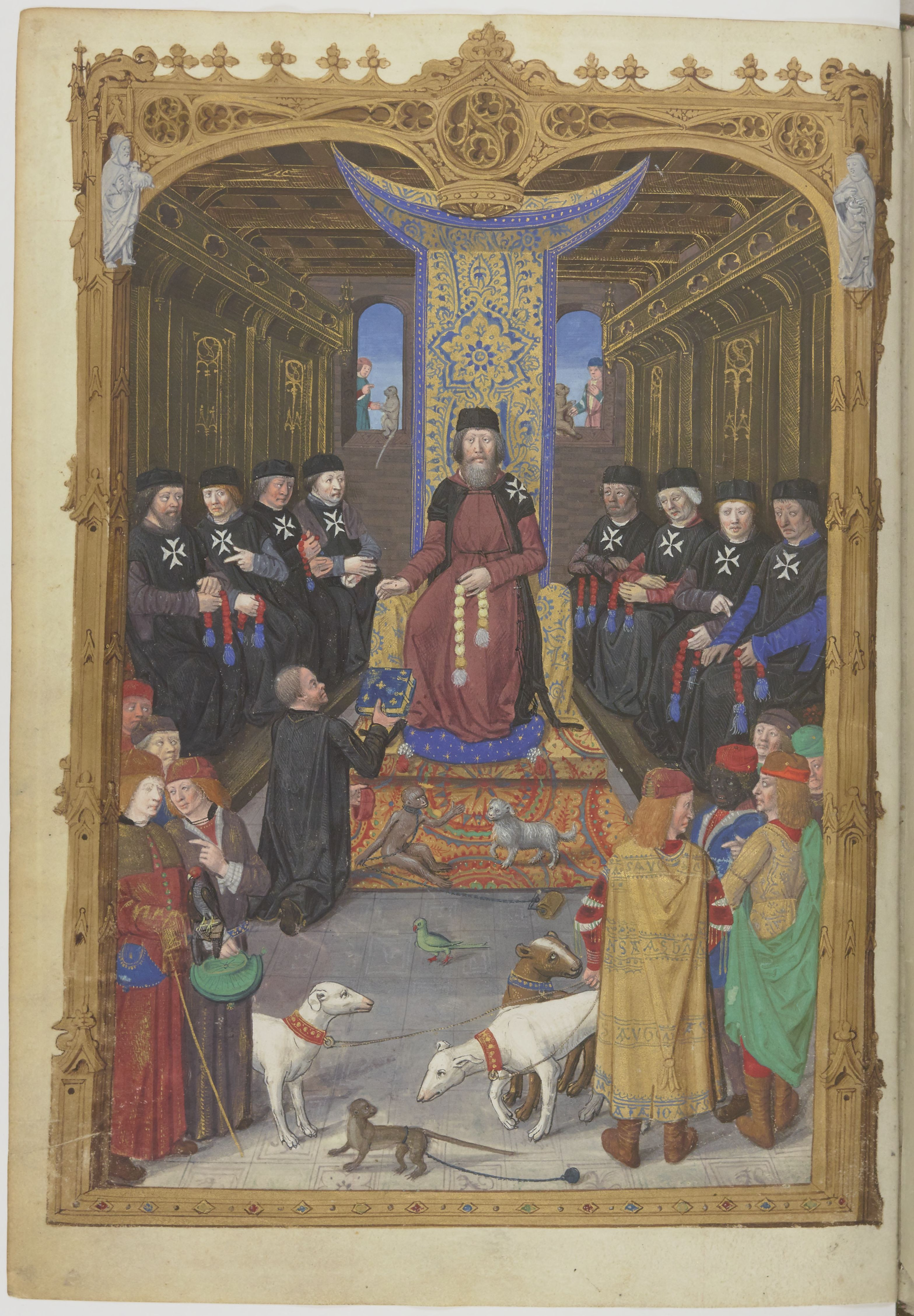
L'Ordre hospitalier est présent à Marseille depuis la Troisième croisade et joue un rôle important dans le commerce marseillais. Ici le Grand maître hospitalier en 1480. Miniature du Maître du Cardinal de Bourbon, Gestorum Rhodie obsidionis commentarii, BNF, Lat.6067

À partir de la fin du XIIIe siècle, les guerres permanentes que livrent la maison d'Anjou aux Aragonais de Sicile accaparent la plupart de la flotte marseillaise et génèrent une insécurité peu propice aux affaires. La Provence, sans cesse menacée par les flottes siciliennes et catalanes, sort affaiblie dans un royaume angevin instable. Les marchands marseillais, dont les affaires et le négoce en Orient sont paralysés par la guerre, s'installent à Naples où les comtes de Provence se sont fixés, dans l'ombre des Florentins.
La conquête d'Acre par les Mamelouks en 1291 et la perte de la Terre Sainte accroit l'importance des marchés de la mer Noire où les Génois et les Vénitiens sont bien plus puissants que les Marseillais. Gênes redevient d'ailleurs, face à Venise, une place de choix dans le négoce de cette région et a obtenu dès 1268 l'essentiel des nolisements des navires de la croisade de Tunis. Marseille avait bien tenté de lutter en abaissant considérablement ses tarifs, mais les conflits internes avec Charles d'Anjou et les guerres avec les Catalans ont aggravé le retard de la ville face à ses concurrents italiens. 
L’importance de Marseille dans la logistique de l’ordre militaire de l’Hôpital, installé dans la ville depuis la troisième croisade, oriente une partie du trafic maritime vers Rhodes, où l'Ordre a édifié son siège, et permet à certains négociants marseillais d'aller jusqu'en Chypre ou en Arménie. Une nouvelle classe de grands négociants remplace alors la plupart des familles qui se sont illustrées durant l'âge d'or du commerce marseillais. 
À partir de l'arrestation des Templiers, le rôle de Marseille s'accroit dans le système logistique de l'Hôpital. Le grand-maître Foulques de Villaret est souvent présent dans la cité et l'activité du port ne ralentit pas, puisqu'au long du XIVe siècle Marseille participe activement aux projets de reconquête de la Terre sainte ou de lutte contre les Turcs en Méditerranée orientale. 
La conjoncture économique au début du XVe siècle reste, comme à la fin du siècle précédent, très favorable à Marseille. Le grand argentier de Charles VII, Jacques Cœur, qui déplace le centre de ses affaires de Montpellier vers Marseille, joue par ailleurs un rôle certain dans le redémarrage économique de la ville . 

#### Les Juifs de Marseille, acteurs de l'économie
Les Juifs sont particulièrement intégrés et actifs dans la vie économique et commerciale du XIVe siècle à Marseille et particulièrement visibles en tant que prêteurs et négociants. Certaines entrepreneurs juifs comme Bondavin de Draguignan ou Salomon de Bédarrides s'assoient sur une fortune colossale et occupent une position importante dans la vie socio-politique de Marseille grâce à leurs relations étroites avec les notables chrétiens.
En théorie le prêt est devenu à Marseille « gratuit et amoureux » (c'est-à-dire sans intérêt) depuis 1318. Mais beaucoup de prêts ont un taux d'intérêt déguisé et le crédit marseillais fonctionne d'une manière particulière : les capitaux qui passent entre les mains des créanciers juifs sont alimentés par l'argent de la noblesse chrétienne, ce qui permet aux prêteurs israélites de nouer des relations fidèles avec des familles puissantes de la majorité catholique. L'historienne Juliette Sibon parle d'un « réseau d’alliances entre coprêteurs juifs et chrétiens ».
Déjà présents dans commerce des épices dès le XIIIe siècle, les Juifs marseillais tiennent également une place importante dans le grand commerce du XIVe siècle. Les relations avec les autres communautés israélites du bassin méditerranéen sont considérables, surtout avec la Sardaigne et la Catalogne, et particulièrement Majorque. Depuis l'Occident, ils exportent le corail ouvré, le vin cacher, les draps, et les huiles et fruits secs provençaux. L'activité avec les comptoirs orientaux est aussi bien présente malgré l'interdiction de se rendre à Alexandrie. Ils vont y chercher du poivre, du gingembre et du sucre pour les vendre sur les marchés catalans, français et flamands. 

### Troubles politiques des années 1340-1430

#### Réunification de Marseille (1348)
En 1343, la reine Jeanne de Naples, comtesse de Provence, rachète les droits de justice et de seigneurie de la partie prévôtale de Marseille et réunifie la ville haute sous le seul pouvoir ecclésiastique.

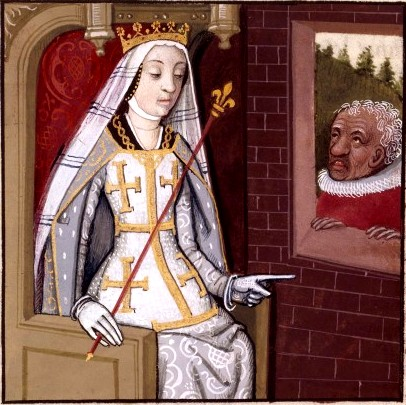
La Reine Jeanne de Naples, comtesse de Provence réunifie, la ville. Miniature de Robinet Testard tirée d'un manuscrit du De mulieribus claris, v.1488-1496, BNF, Fr.599.

Quelques années plus tard, le 3 janvier 1348, par lettres royales, Marseille est réunie en une seule entité politique, l’Universitas Massilie (« Université de Marseille »), qui représente la ville tout entière. La destruction du Château Babon permet la réunification définitive de la ville haute et de la ville basse et, dès lors, elle est administrée par un unique vicarus (« viguier »)
La situation géopolitique du Comté de Provence est instable à ce moment. Le pouvoir de la Reine Jeanne est déstabilisé en Italie où les armées ennemies progressent dans son royaume de Naples. Puis l’épidémie de peste frappe Marseille à l’automne 1347, et une guerre civile larvée opposent les villes provençales au pouvoir central. La comtesse, dont la puissance s'est affaiblie, se livre sans doute à un calcul politique pour obtenir le soutien de Marseille dans ce contexte difficile. En accédant aux aspirations anciennes des Marseillais de réunifier leur ville, le peuple l'accueille favorablement et la ville soutiendra indéfectiblement Jeanne par la suite.
L'unification de la ville confirme la domination de la ville basse sur Marseille. Dès 1348 et tout au long du XIVe siècle, la représentation des habitants au conseil continue à se faire sur les critères de l'ancienne ville comtale. 

#### Une autonomie grandissante
Le conflit entre les sénéchaux de Provence et la maison d'Anjou a dans la ville des répercussions sensibles. L'insécurité grandit et l'assemblée communale justifie l'accroissement de l'autorité municipale pour y remédier. Ces temps troubles pour la maison angevine sont alors l'occasion pour Marseille de gagner en autonomie, en jouant d'un certain opportunisme politique. 
À l'assemblée, les élites gouvernantes mettent de côté leurs rivalités internes et instrumentalisent les troubles pour les retourner contre la tutelle comtale. L'universitas cherche en effet à dévier la colère et les inquiétudes contre les officiers de tutelle. L'officier comtale le plus contesté par le pouvoir communal est sans doute le sous-viguier, chargé de la sûreté de la ville. Certains d'entre eux sont même accusés de crimes graves et mis en prison. Le conseil s'auto-administre de plus en plus et profite du climat d'insécurité pour prendre des mesures dépassant ses attributions. Celui-lui menace tous ceux qui prendraient les armes aux côtés des barons de Provence d'être privés à jamais de tout office et du bénéfice des libertés de la ville.
Les divisions et affrontements secouent aussi l'intérieur de Marseille. Le 22 juillet 1351, une grande bataille de rue oppose des dizaines de partisans armés des deux principales familles de l’oligarchie urbaine, les Vivaut et les Jérusalem. Aucune poursuite n'est réclamée pour les auteurs des violences et c'est le sous-viguier qui est mis en accusation une semaine plus tard, et on rapporte encore une fois sur lui la responsabilité de l’agitation urbaine.
Les officiers sont peu à peu relégués au second rang et Marseille gagne en autonomie politique, policière puis fiscale. Si des désaccords peuvent éclater à l'Universitas, c'est en dehors de la ville, entre la tutelle du comte et les barons de Provence, que la confrontation est la plus violente.

#### La guerre de l'Union d'Aix (1380-1386)

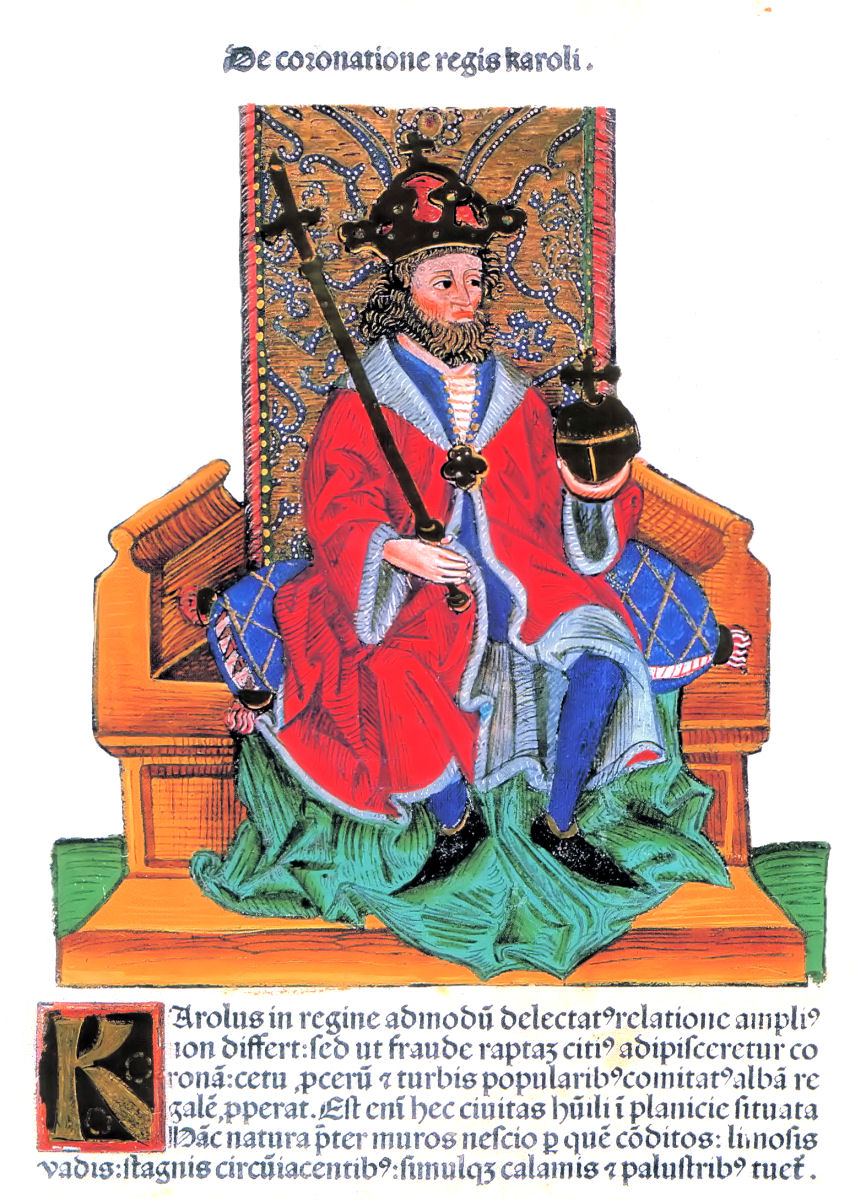
Charles III assassine la Reine Jeanne en 1380 et déclenche la guerre de l'Union d'Aix.

En 1370 la Reine Jeanne désigne Charles III de Duras, son cousin, comme son héritier. Pourtant, le mariage de la reine avec Othon de Brunswick en 1376 irrite Charles qui se rapproche de Louis de Hongrie, ennemi de la reine Jeanne. Celle-ci se tourne alors vers Louis Ier d'Anjou pour lui venir en aide et le désigne à sa succession sur le trône. Mais, en 1380, Charles III envahit Naples grâce à l'armée hongroise et fait prisonnière la reine. Louis décide alors de descendre en Provence pour la libérer, avant que Charles ne la fasse assassiner. Sa mort ouvre une guerre de succession en Provence jusqu'en 1486 entre l'Union d'Aix, les barons provençaux qui soutiennent Charles de Duras, et ceux partisans de Louis Ier d'Anjou.
Dans ce conflit, la surprenante soumission des Marseillais au pouvoir royal ne faillit jamais, même aux heures les plus sombres de la guerre. Marseille tourne le dos à sa rivale provençale et capitale comtale, Aix-en-Provence, pour soutenir Louis d'Anjou, puis son fils Louis II. À cause de l'infidélité d'Aix et pour remercier la ville de son soutien, la capitale du comté est transférée de manière éphémère à Marseille entre 1385 et 1387. En 1385, la reine Marie de Blois supprime l’intervention du viguier dans la désignation du collège électoral marseillais et la remplace par un système de tirage au sort. Dès lors, la distribution des charges municipales revient à la seule commune, et « un rééquilibrage en faveur de la municipalité » s’opère, venant récompenser la fidélité des Marseillais à la maison d'Anjou. La ville rebelle n'est donc pas Marseille au XIVe siècle, mais bien Aix-en-Provence.

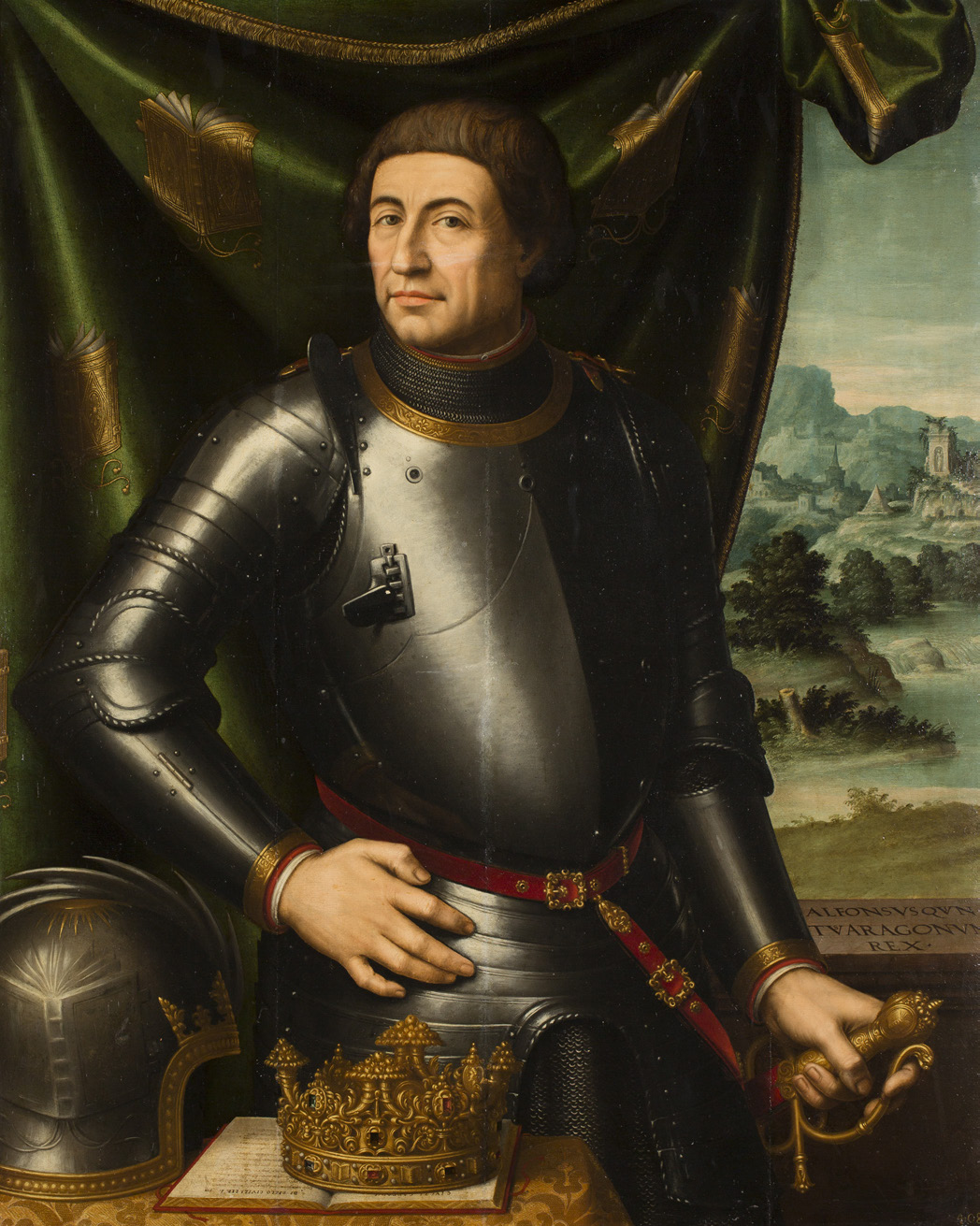
Alphonse V d'Aragon.

#### Le sac de Marseille (1423)
Une nouvelle guerre de son succession, cette fois plus tragique pour Marseille, éclate  début du XVe siècle, encore une fois pour le trône du royaume de Naples.
À la mort du roi de Naples Ladislas en 1414, sa sœur Jeanne II lui succède, mais le pape Martin V décide de donner la couronne à Louis III d'Anjou. Jeanne appelle alors Alphonse V d'Aragon à son secours, qui libère la ville de Naples assiégée par ce dernier. Mais lorsque la reine, pour remercier Alphonse, lui cède le contrôle des châteaux-forts de Naples, celui-ci se déclare seigneur de la ville et somme à Jeanne de lui donner la couronne. S'ensuit un conflit ouvert dans la ville italienne entre les deux souverains. Devant la soif de pouvoir d'Alphonse V, Jeanne finit par désigner Louis III comme son successeur sur trône. Furieux, Alphonse V décide de se venger de la maison d'Anjou en saccageant Marseille, ville la plus florissante de son comté de Provence.
Alphonse d'Aragon se présente avec sa flotte devant le port de Marseille le 20 novembre 1423. Le sac de Marseille dure quatre jours, durant lesquels la ville est victime de nombreux pillages et d'un incendie qui la ravage presque complètement. Certains des trésors de la ville devront attendre plusieurs siècles avant d'être rendus, comme une partie des reliques de Saint Victor qui sont restitués par Valence en 1956.

### Résumé
- 1257 : Imposition des Chapitres de Paix

- 1281 : Les Vêpres siciliennes éclatent en Italie contre Charles d'Anjou
- 1291 : Chute de Saint-Jean-d'Acre
- 1347 : Peste noire à Marseille
- 1348 : Réunification de la ville par la Reine Jeanne
- 1351 : Bataille de rue dans la ville entre les Vivaut et les Jérusalem
- 1380 : Assassinat de la Reine Jeanne par Charles III de Duras. Début de la guerre de l'Union d'Aix
- 1385-1387 : Fin de la guerre. Marseille est capitale du comté de Provence.
- 1423 : Sac de Marseille par Alphonse d'Aragon

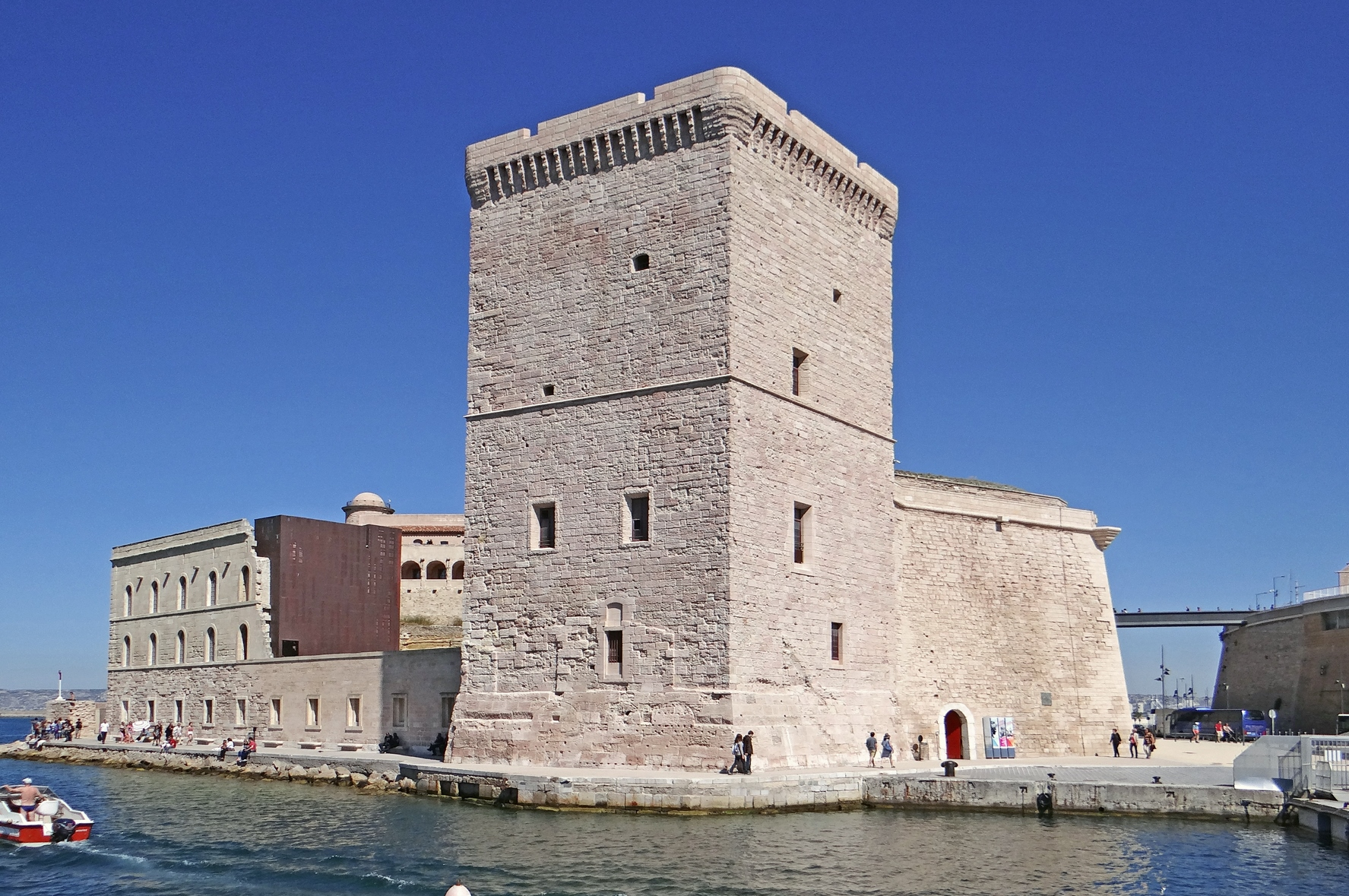
Tour du Roi René à Marseille, construite en 1452.

## Entrée dans la Renaissance (fin du XVe siècle)

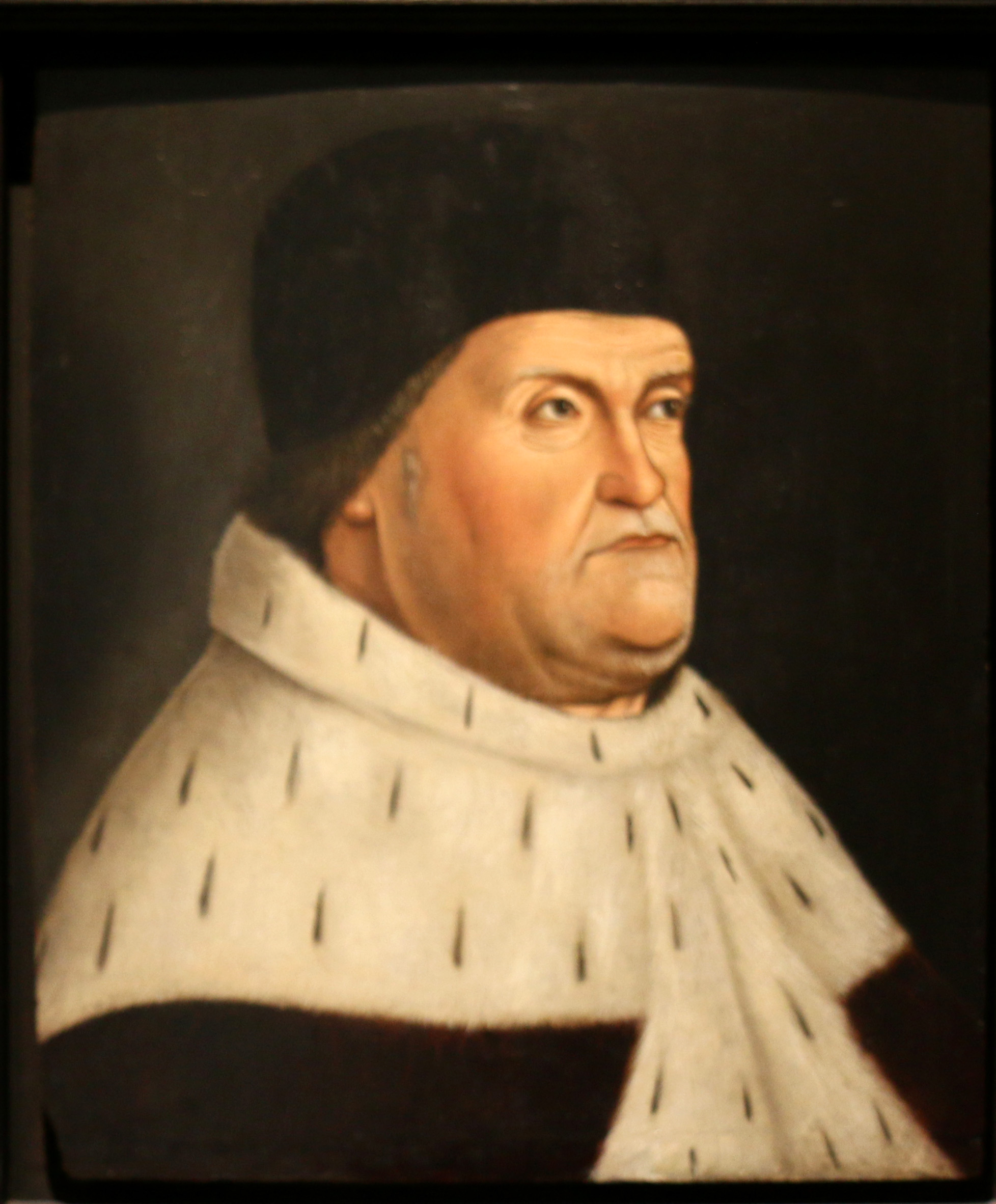
Le Roi René.

## Entrée dans la Renaissance (fin duXVe)

### Reconstruction de Marseille
L'essentiel de l'habitat ayant été détruit, il faut attendre une ordonnance de la reine Yolande d'Anjou en 1424 pour que les marseillais reviennent dans leur ville. Charles VIII lève même le droit de passage sur les bois et matériaux qui descendent le Rhône pour reconstruire Marseille.
Le roi René décide d'édifier à la place de la tour Maubert, une tour plus importante construite de 1447 à 1452 : c'est la tour carrée actuelle du fort Saint-Jean.

### Changements socio-politiques
Le sac de la ville contribue à un bouleversement dans les équilibres socio-politiques de Marseille. Il accélère le retrait des grandes familles qui avaient dominé le grand commerce maritime du XIe au XIVe siècle au profit d'une nouvelle élite du négoce et de l’armement maritime qui s’installe au sein du gouvernement municipal.

### Union de la Provence à la France
À la mort de Charles V d'Anjou en 1481, qui avait légué tous ses domaines au roi de France Louis XI, ce dernier devient comte de Provence. En 1487, il unit la Provence au royaume. Marseille devient de ce fait assujettie à la couronne française et scelle son sort à celui de la France. Le projet du roi est alors de faire de Marseille la porte d'entée principale du commerce français en Méditerranée. « C'est toute la France qui s'ouvrait derrière Marseille et désormais le port provençal apparait comme le débouché naturel de la France vers l'Orient. »

## Postérité
De cette époque, il ne reste que peu de trace dans le patrimoine urbain marseillais. On peut néanmoins citer les lieux suivants :

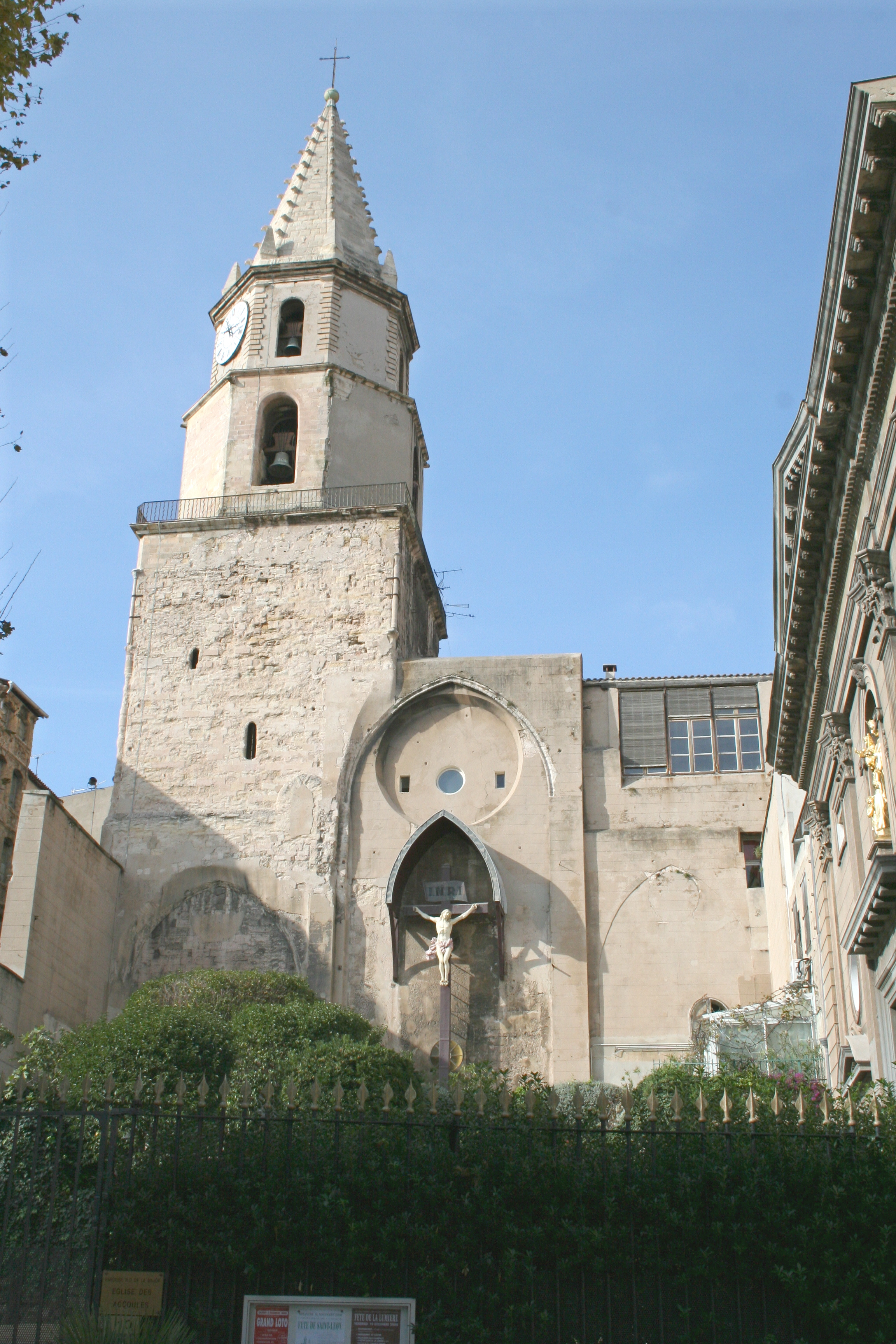
Clocher de l'Église Notre-Dame-des-Accoules.
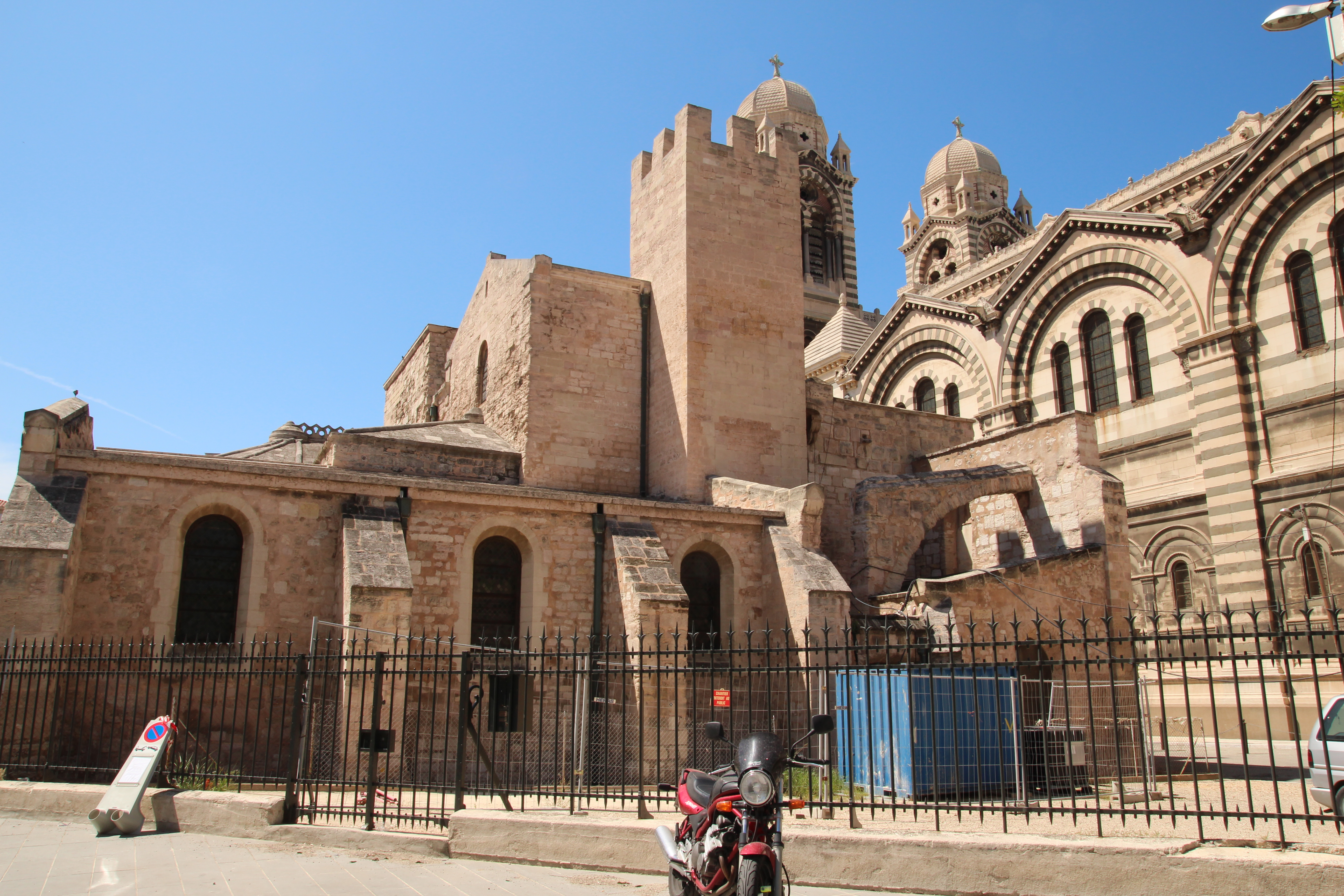
Vieille Major
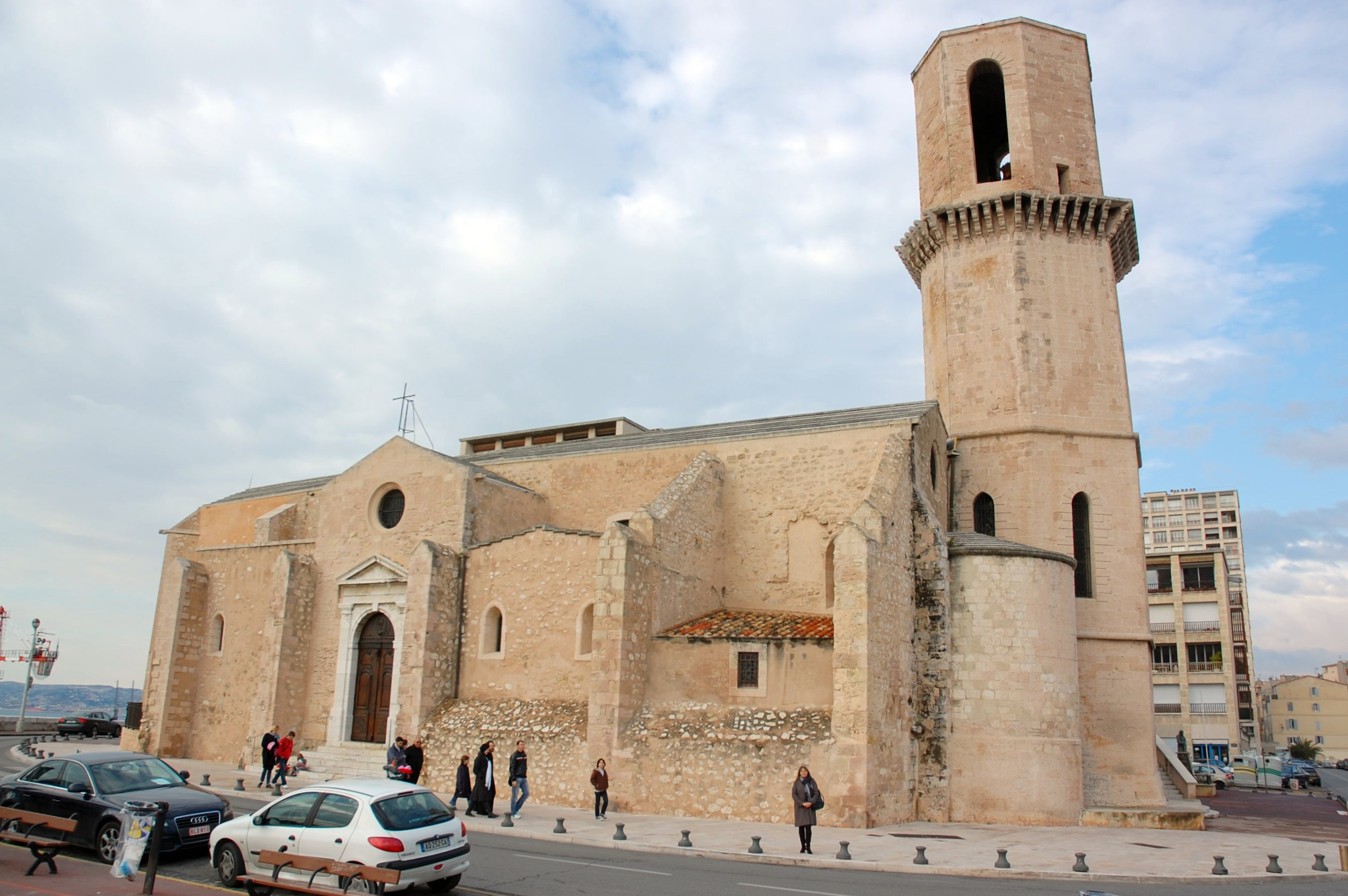
Église Saint-Laurent de Marseille
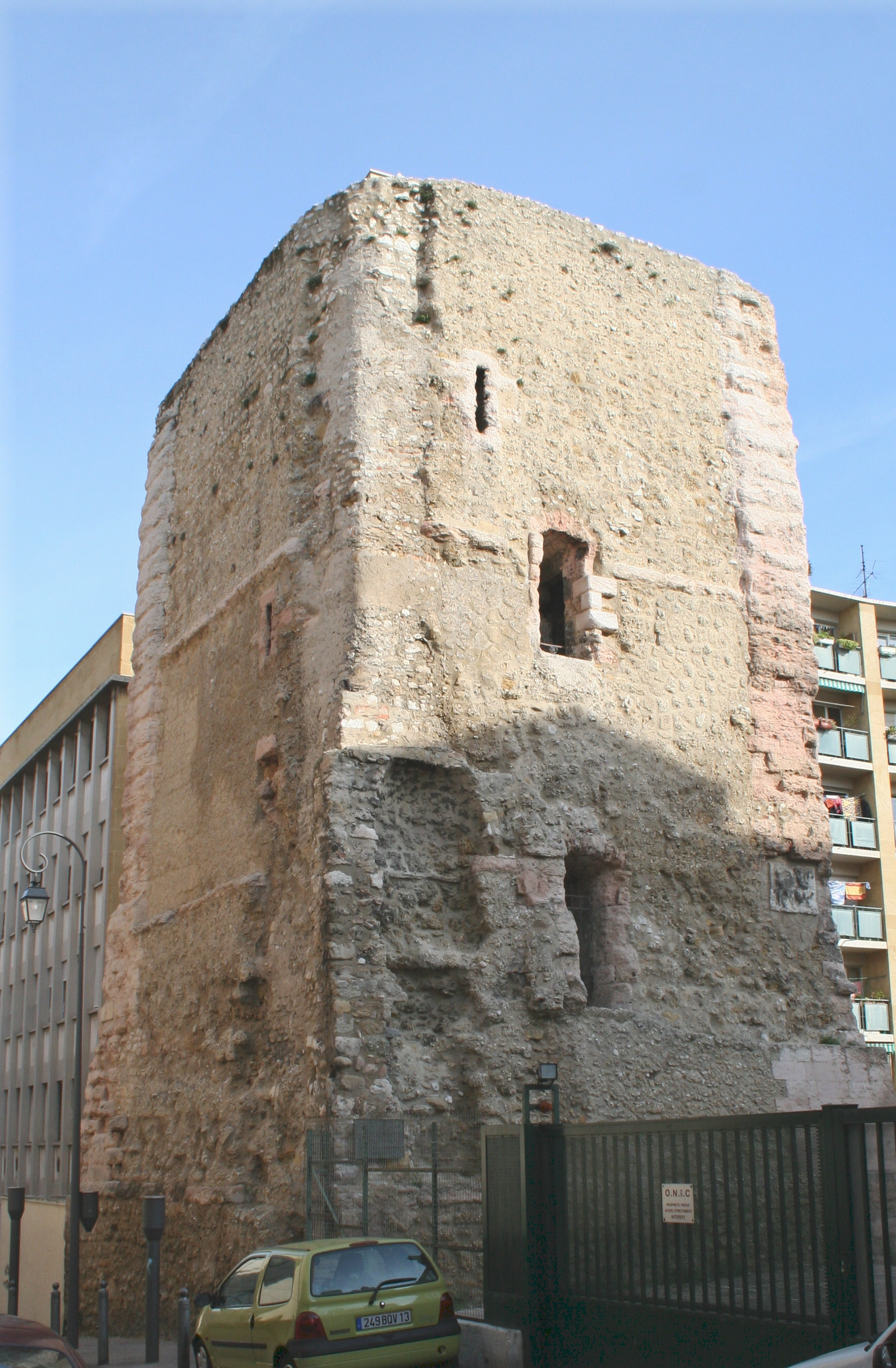
Tour des Trinitaires
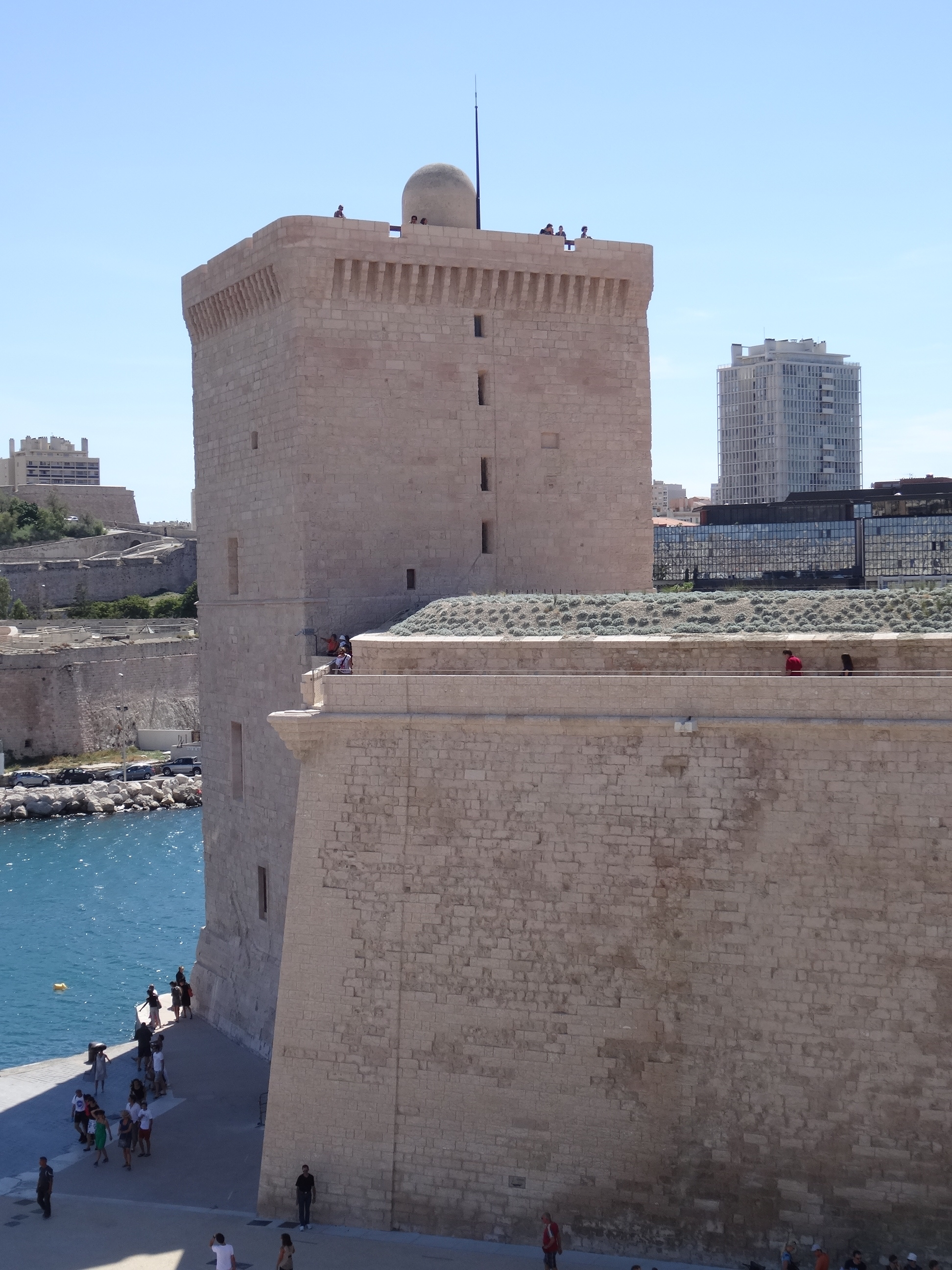
Tour du Roi René
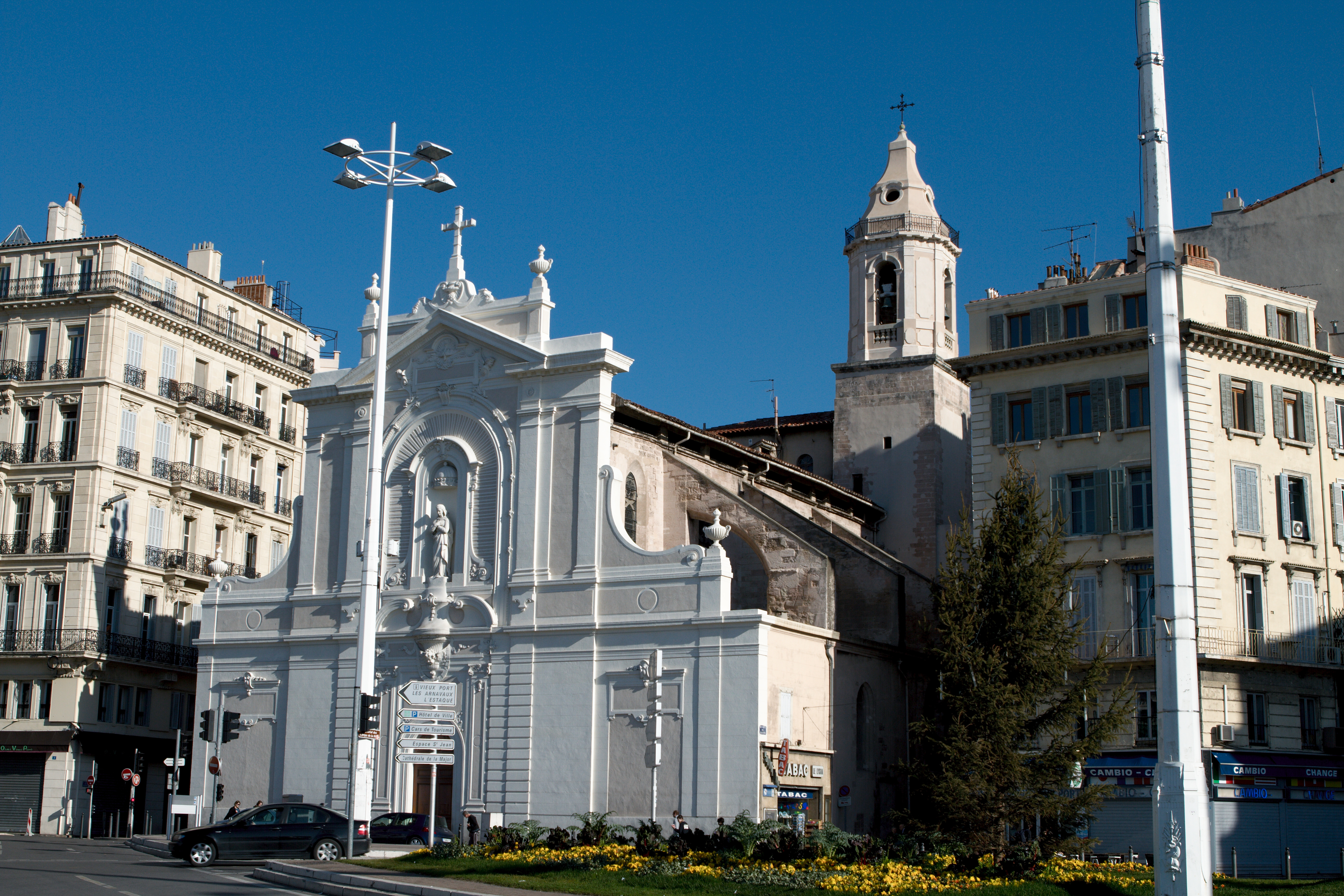
Église Saint-Ferréol les Augustins, dont la façade est reconstruite en 1874 dans un style néo-classique

La ville s'étant toujours reconstruite sur elle-même au fil de l'urbanisation, Marseille médiévale est, selon l'expression de Thierry Pécout, une « ville de papier » que seuls historiens et archéologues peuvent faire revivre compte tenu de la disparition de nombreux bâtiments médiévaux et du remodelage de la ville aux époques modernes et contemporaines. 

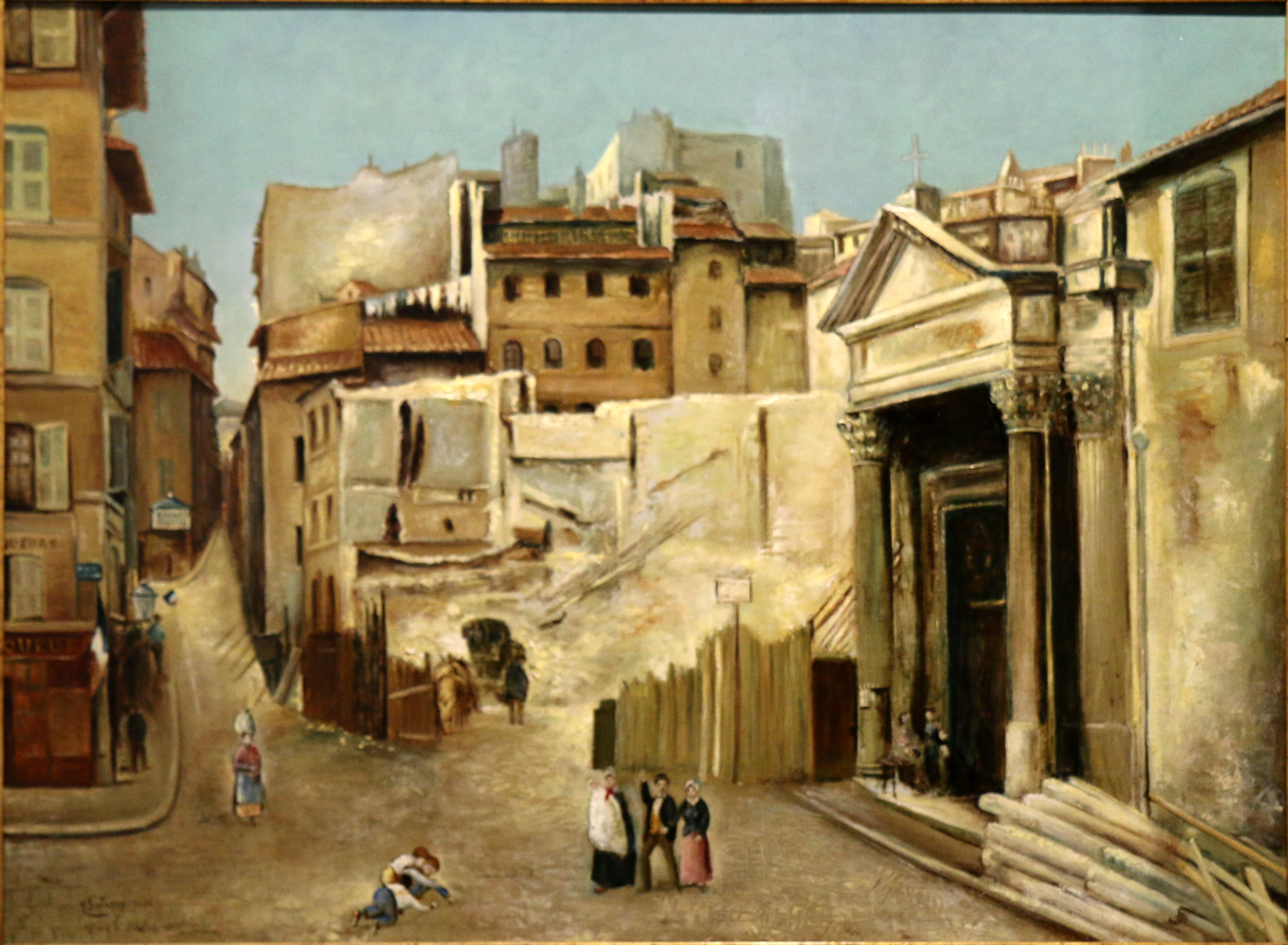
L'Église Saint-Martin de Marseille, construite à la fin du XIe siècle et démolie en 1887.

Vestiges de l'église Saint-Martin
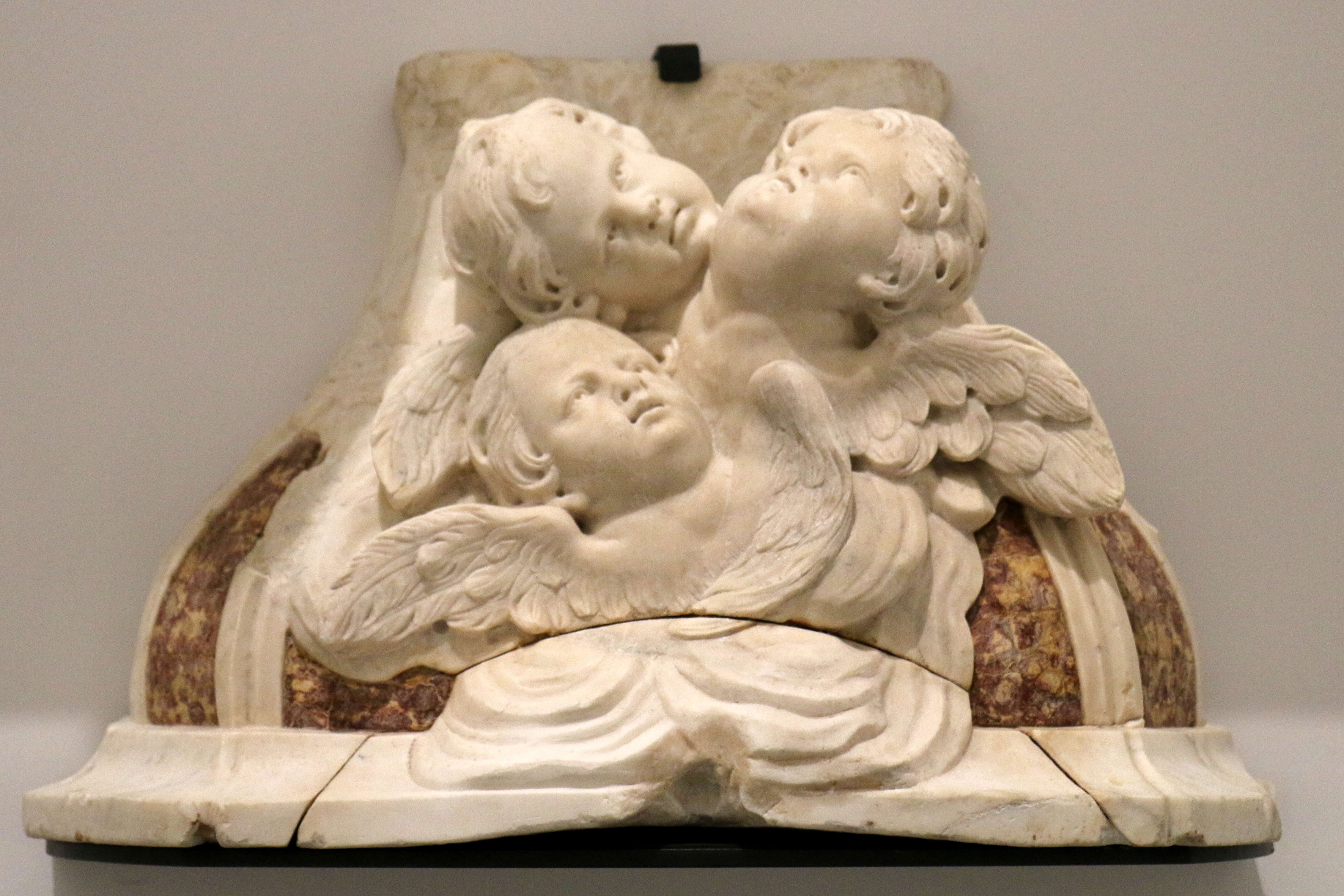
Chérubins en marbre.
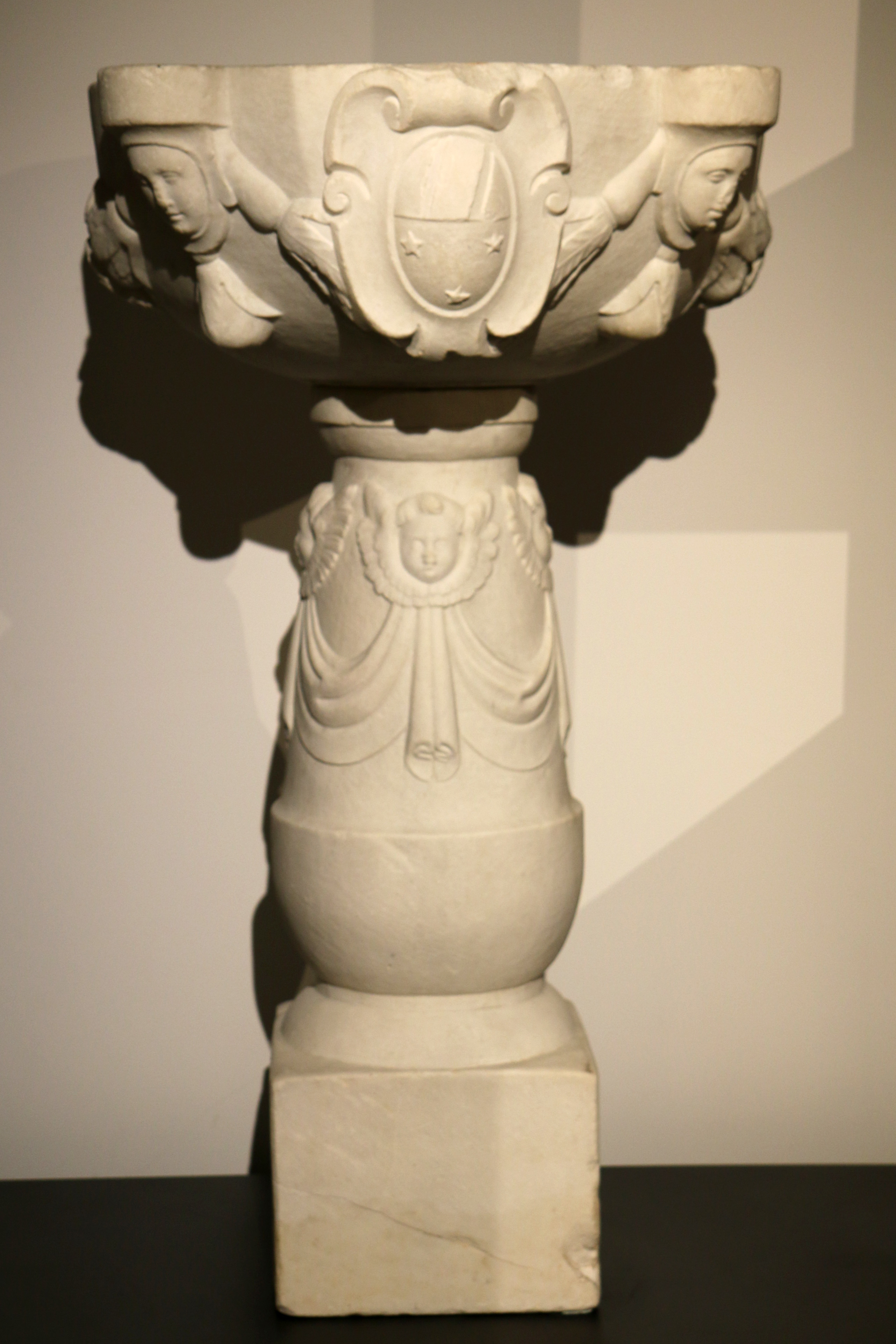
Bénitier
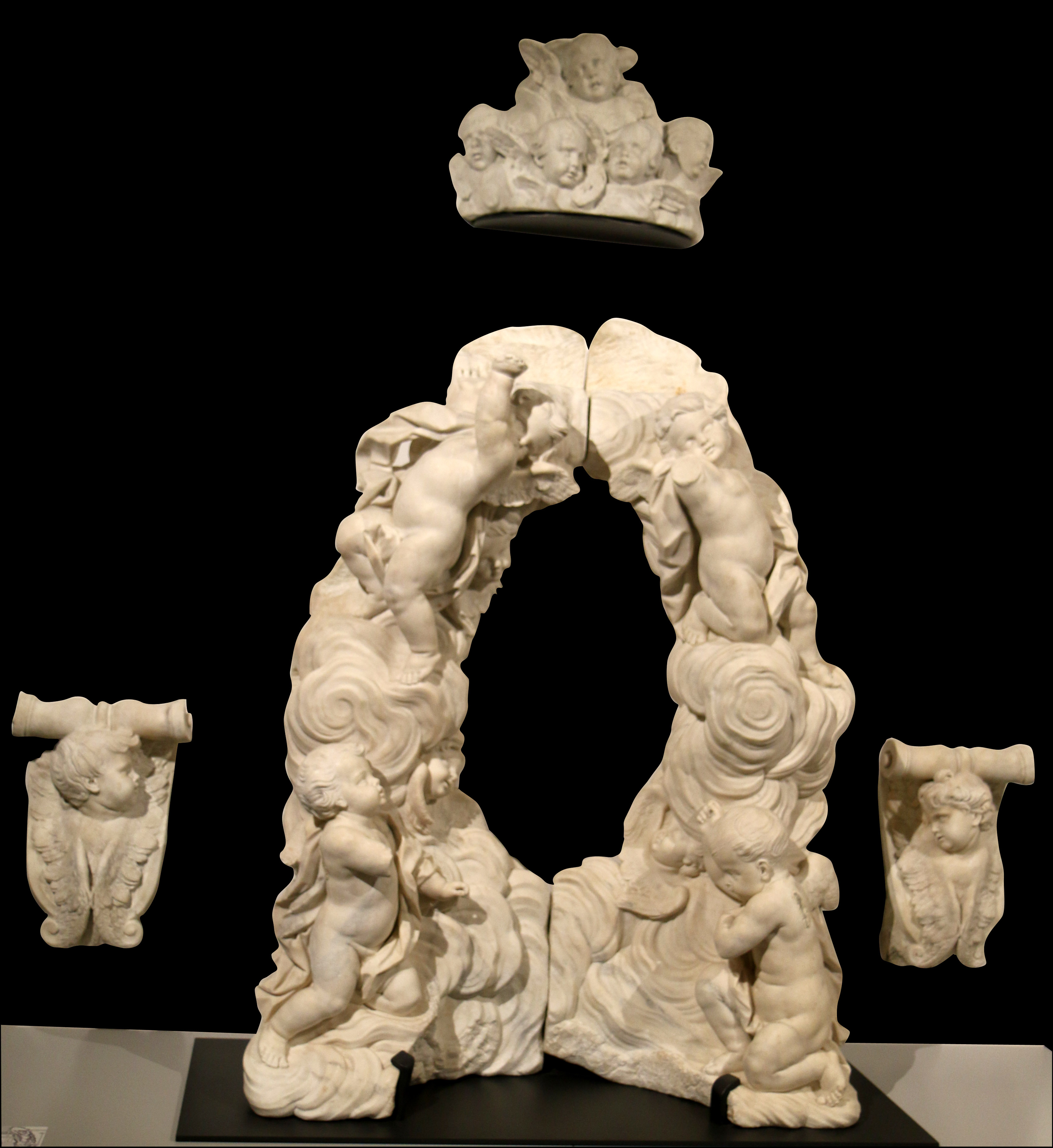
Mandorle sculptée par Antoine Duparc.
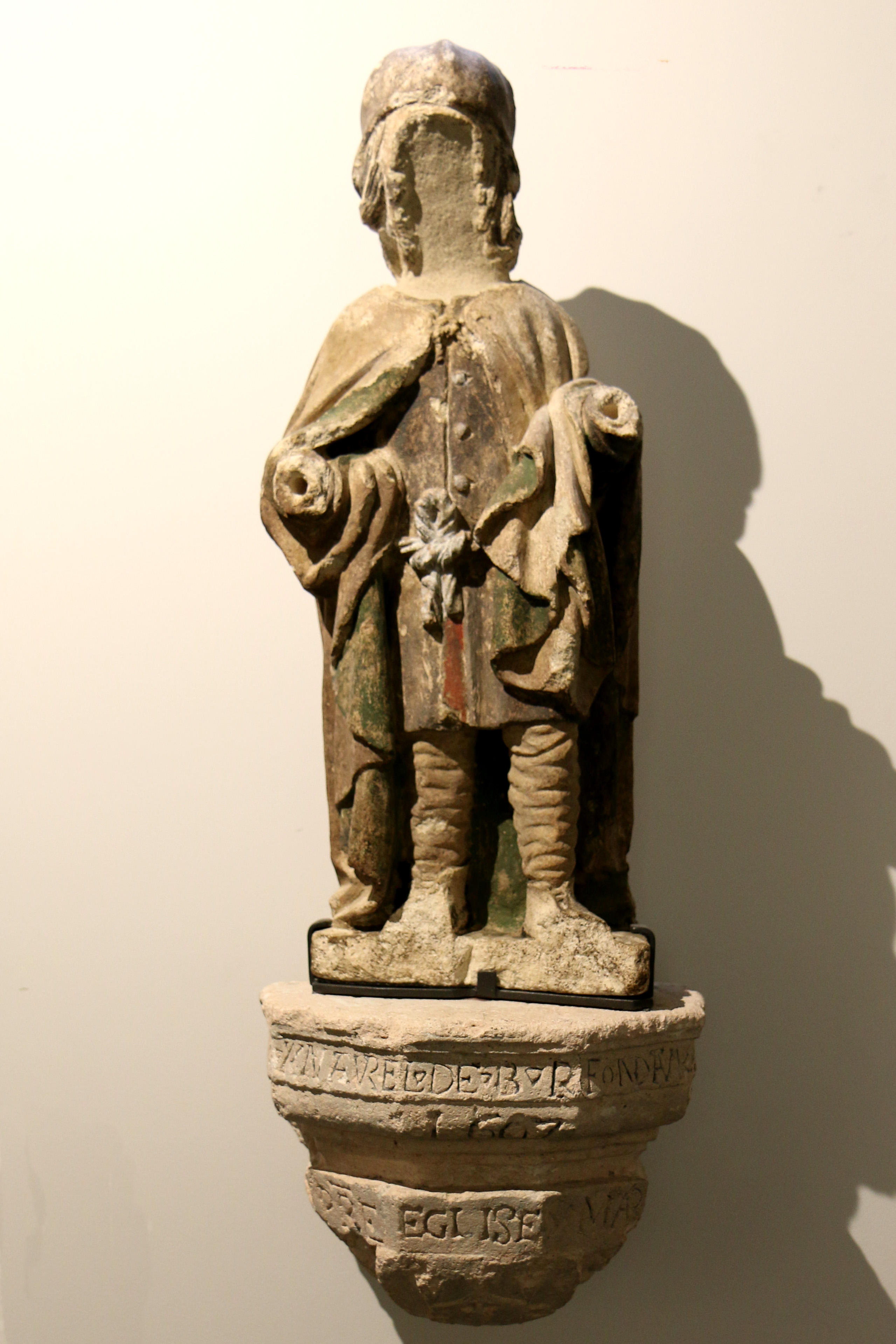
Statue polychrome représentant Barthélemy Reynaud.
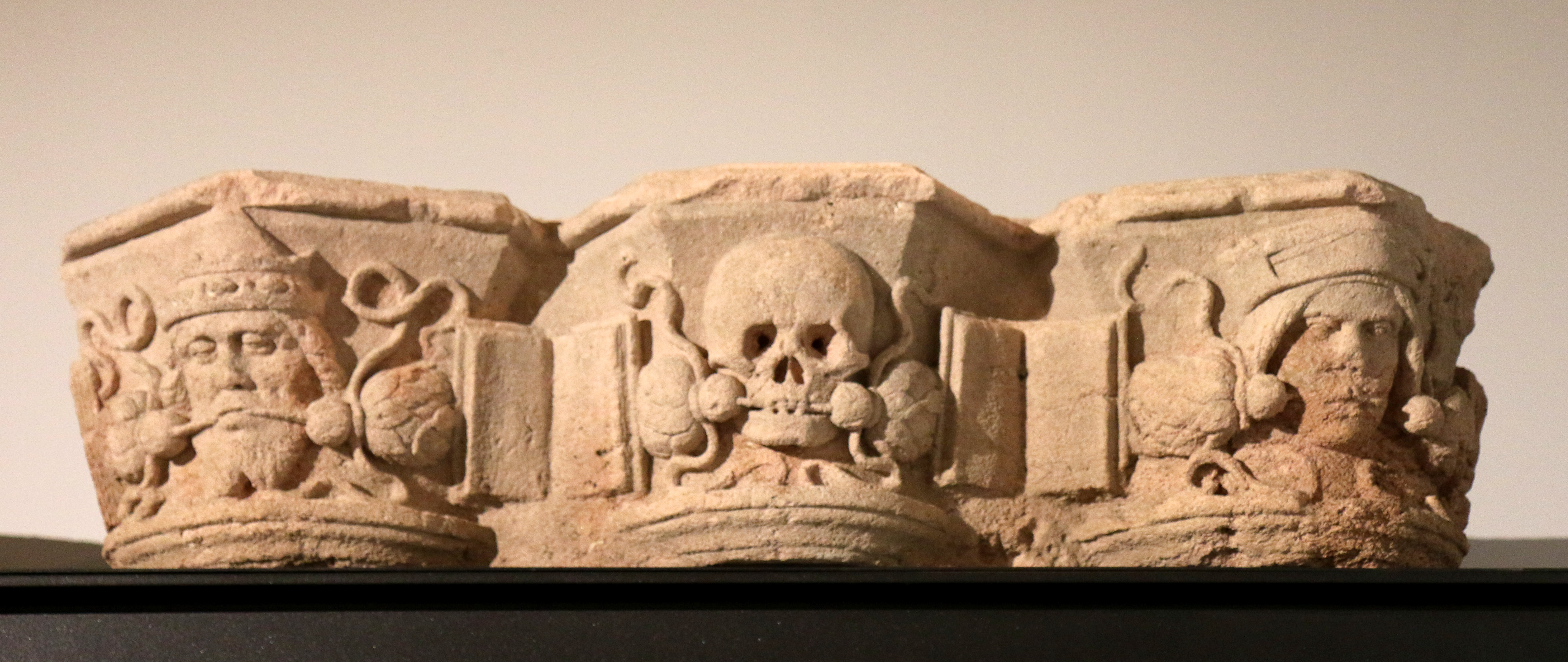
Chapiteau avec tête de mort